# Ханкенди
Ханкенди́ (азерб. Xankəndiо файле), до 1923 года — также Ханкенды́, в 1923—1991/2023 годах — Степанаке́рт (азерб. Степанакерто файле, арм. Ստեփանակերտ), — город республиканского подчинения в Азербайджане.
С 1991 по конец сентября 2023 года контролировался непризнанной Нагорно-Карабахской Республикой, являлся её столицей и продолжал называться Степанакерт. Население на 1 января 2020 года составляло 58,3 тыс. человек, преимущественно армяне. После боевых действий в сентябре 2023 года и соглашения о прекращении огня город был возвращён под контроль Азербайджана, а почти всё армянское население покинуло город.
Расположен у подножия восточного склона Карабахского хребта, на левом берегу реки Каркарчай, в 392 км от Баку, в 102 км к юг-югозападу от станции Евлах. Площадь города составляет 29,12 км². Согласно экономическому делению Азербайджана город входит в состав Карабахского экономического района.

## История

### Ранняя история
Согласно средневековым армянским источникам, в прошлом, на правом берегу реки Каркар на месте современного города находилось существующее с конца V в. армянское поселение Вараракн, названное по протекающей через него реке и относившееся к Кавказской Албании. В период с X по XVI вв. входило в состав армянского княжества Хачен, до середины XVIII в. — в меликство Варанда, далее — в составе Карабахского ханства. С конца XVIII века употреблялось название Ханкенди, что в переводе с азербайджанского языка означает «Ханское селение». В Ханкенди находилась усадьба Ибрагим Халил-хана, где содержались принадлежавшие хану породистые лошади.

### Период Российской империи
С 1822 года — под непосредственной властью Российской империи (позднее вошло в состав Шушинского уезда Елисаветпольской губернии), тогда же Карабахское ханство было упразднено. Согласно описанию Карабагской провинции, составленному в 1823 году, новонаселённая армянская деревня Хан-Кенды была устроена бывшим карабахским ханом Мехти-Кули Ханом и являлась его имением, которое он подарил своей жене Бадриджаган-Бегюм. После того, как Мехти-Кули Хан и его супруга покинули пределы Российской империи, деревня была передана в российскую казну. При этом некоторые современные источники утверждают, что селение получило официальное название Ханкенди в 1847 году.

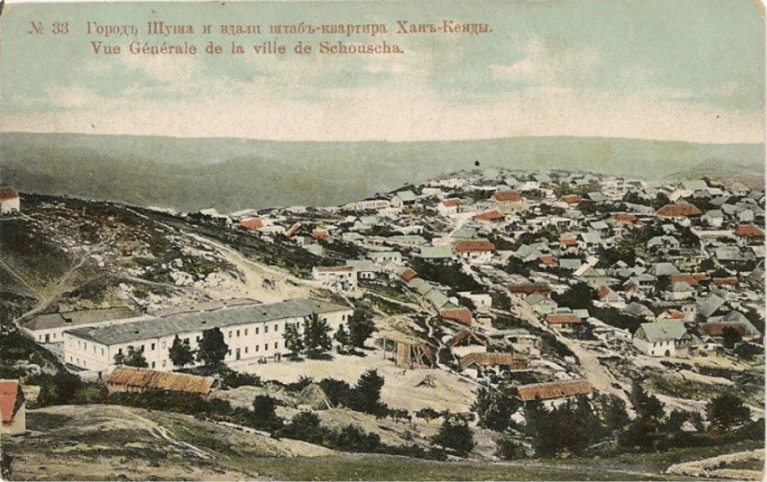
Город Шуша и вдали штаб-квартира Хан-Кенды. Открытка времён Российской империи, XIX век

По предложению главноуправляющего гражданской частью на Кавказе, генерала А. П. Ермолова на присоединённых к России территориях стали создаваться постоянные штаб-квартиры с хозяйствами, в которых располагались военные подразделения, состоящие из солдатских семей. Подобные штаб-квартиры появились первоначально в Грузии, а затем около Эривани, Шуши, Дербента и Кубы. Одним из таких поселений стало Ханкенди. Составитель описания русских поселений по Елизаветпольской губернии И. Сегаль писал: «Селение Хан-Кенди (скорее урочище) образовано из отставных солдат, а также из членов их семей, не пожелавших по отбытии срока службы вернуться на родину». После 1898 года царским правительством Ханкенди был превращён в русский гарнизон (отсюда и частое именование «штаб»). Селение представляло собой казачий посёлок, который являлся стоянкой Сунженского полка. Здесь располагались казарменные корпуса, больницы, полковая церковь, а также несколько домиков, где проживали офицерские семьи и небольшое население, снабжавшее войсковые части продуктами. Местное население состояло из армян и азербайджанцев. В 1918—1920 годах в Ханкенди размещались воинские части АДР.

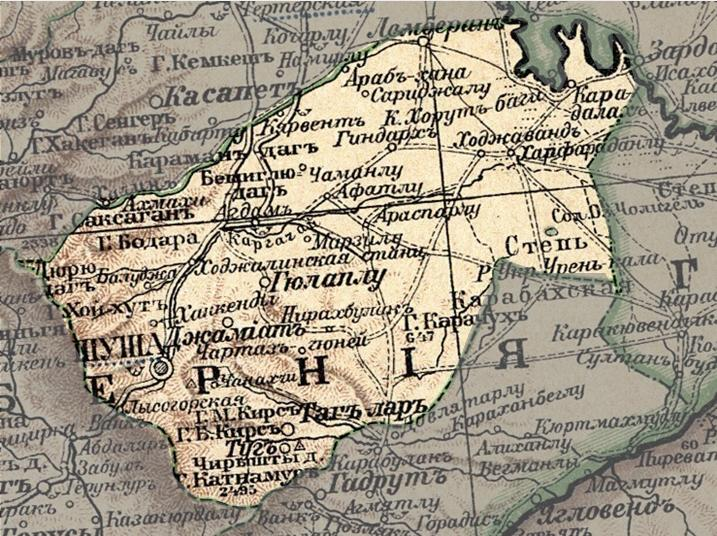
Селение Ханкенди на карте Шушинского уезда Елизаветпольской губернии 1903 года

### Период Азербайджанской ССР
После установления советской власти, Ханкенди стал центром вновь образованной Автономной области Нагорного Карабаха Азербайджанской ССР. Указом ЦИК Азербайджанской ССР от 10 августа 1923 года селение Ханкенди было переименовано в город Степанакерт в честь руководителя Бакинской коммуны Степана Шаумяна.
Переименование селения в честь армянина Шаумяна было связано с тем, что с образованием НКАО у местных армянских властей появился институциональный потенциал для проведения политики топонимирования, и стало одним из первых переименований подобного рода в Карабахе. Топоним Ханкенди означал «село, принадлежащее хану», то есть классу зажиточных землевладельцев и поэтому был неприемлем для нового советского режима. В то же время он имел тюркское окончание -кенд — «село». Новое же название воплотило в себе две традиции: новую советскую иконографию поминовения большевистского мученика Шаумяна и армянскую традицию с добавлением окончания -керт — «город». Тогда как название Ханкенди олицетворяло старый порядок, смещённый большевистской революцией.
На момент образования НКАО Степанакерт представлял собой полуразрушенный населённый пункт, где число уцелевших построек едва достигало 10—15. Часть зданий была разрушена полностью, в других отсутствовали двери и окна, от ряда зданий остались только стены. В течение первого года часть зданий была восстановлена, а также многие были построены заново, улучшены дороги, в город было проведено электричество и телефонная связь.
Первый проект по планированию и обустройству города был составлен в 1926 году архитектором Александром Таманяном, второй в 1938 году — архитектором Слободяником, третий в 1968 году — архитектором Дадашяном. Все проекты следовали системе, разработанной Таманяном. В городе был создан Парк культуры и отдыха им. М. Азизбекова, в центре Степанакерта установлен памятник С. Шаумяну. Степанакерт стал центром всей промышленности автономной области, прежде всего шёлковой и винодельческой. К концу советской эпохи там было построено несколько предприятий, включая электротехнический и асфальтобетонный комбинаты. Функционировали сельскохозяйственный техникум, педагогический институт, медицинское и музыкальное училище, историко-краеведческий музей, драматический театр. В 1960 году был построен ансамбль центральной площади Степанакерта (ныне — Площадь Победы) со зданием обкома (позже правительства НКР). Эта площадь (им. Ленина) в 1988 году стала ареной практически непрерывных митингов в поддержку требования о передаче НКАО в состав Армянской ССР.
В 1968 году в Степанакерте уже имела место вспышка насилия на межнациональной почве. Тогда в городе проходил судебный процесс над директором городской школы-азербайджанцем, обвинявшегося в убийстве армянской девочки. Собравшиеся у здания суда армяне посчитали приговор судьи-азербайджанца слишком мягким и сожгли машину, в которой находились преступник, судья и ещё несколько человек.
В 1978 году была открыта железнодорожная станция и начато железнодорожное сообщение из Баку.
В 1979 году введена в эксплуатацию железная дорога Агдам — Ханкенди. Была открыта железная дорога Баку — Евлах — Ханкенди.

### Карабахский конфликт
Положение азербайджанского населения города осложнилось в связи с нарастанием острой конфликтной ситуации в регионе. Степанакертский пединститут стал препятствовать проведению занятий на азербайджанском отделении, студентов-азербайджанцев вынуждают покинуть Степанакерт. 18—21 сентября в Степанакерте происходят погромы азербайджанского населения, сопровождаемые избиениями и поджогами домов; азербайджанцы изгнаны из города. 26 ноября 1991 года решением Верховного Совета Азербайджанской Республики город был переименован в Ханкенди. Властями Нагорно-Карабахской Республики было сохранено название Степанакерт. По мере нарастания конфликта вокруг Нагорного Карабаха борьба вокруг Степанакерта принимала всё более ожесточённый характер. Зимой 1991—1992 годов город подвергался обстрелам со стороны находившейся под азербайджанским контролем Шуши вплоть до её перехода под контроль вооружённых сил НКР в мае 1992 года. Одновременно армянские и азербайджанские вооружённые формирования вели упорные бои вокруг пригорода Степанакерта — Керкиджахана, населённого преимущественно азербайджанцами (эти жители покинули пригород ещё осенью 1991 г.). В январе 1992 года армяне выбили азербайджанские отряды из пригорода, уничтожив ряд огневых позиций, с которых также обстреливался Степанакерт, при этом значительная часть домов Керкиджахана была сожжена. 9 мая 1992 года армянские карабахские силы захватили Шушу и подавили ряд азербайджанских огневых точек близ неё. Таким образом прекратился длившийся несколько лет артобстрел Степанакерта из Шуши, в результате которого в Степанакерте почти не осталось ни одного неповреждённого здания.

### После Первой карабахской войны
После окончания Первой карабахской войны Степанакерт стал главным политическим и экономическим центром самопровозглашённой республики.
В период боевых действий с 27 сентября по 9 ноября 2020 года город неоднократно подвергался бомбардировкам, в результате которых погибло и было ранено несколько десятков человек.
8 ноября 2020 года вооружённые силы Азербайджана вернули под свой контроль город Шушу, что открывало им дорогу на Степанакерт и потенциально давало возможность для его окружения.
В марте 2025 года на одной из центральных улиц города обнаружен подземный туннель тюремного типа длиной более 1 км. В туннеле обнаружены камеры, запирающиеся снаружи.

### Возвращение под контроль Азербайджана
19—20 сентября 2023 года, несмотря на наличие российских войск в качестве миротворцев, вооружённые силы Азербайджана провели военную операцию против сил НКР в Нагорном Карабахе. Город также подвергся обстрелам в ходе столкновений. Азербайджан за сутки добился полного контроля над регионом. Представители НКР объявили о прекращении огня на условиях, которые по сути являются актом капитуляции республики. Армия обороны НКР начала сдавать оружие и военную технику. Процесс разоружения при поддержке миротворцев прошёл без серьёзных инцидентов и перестрелок.

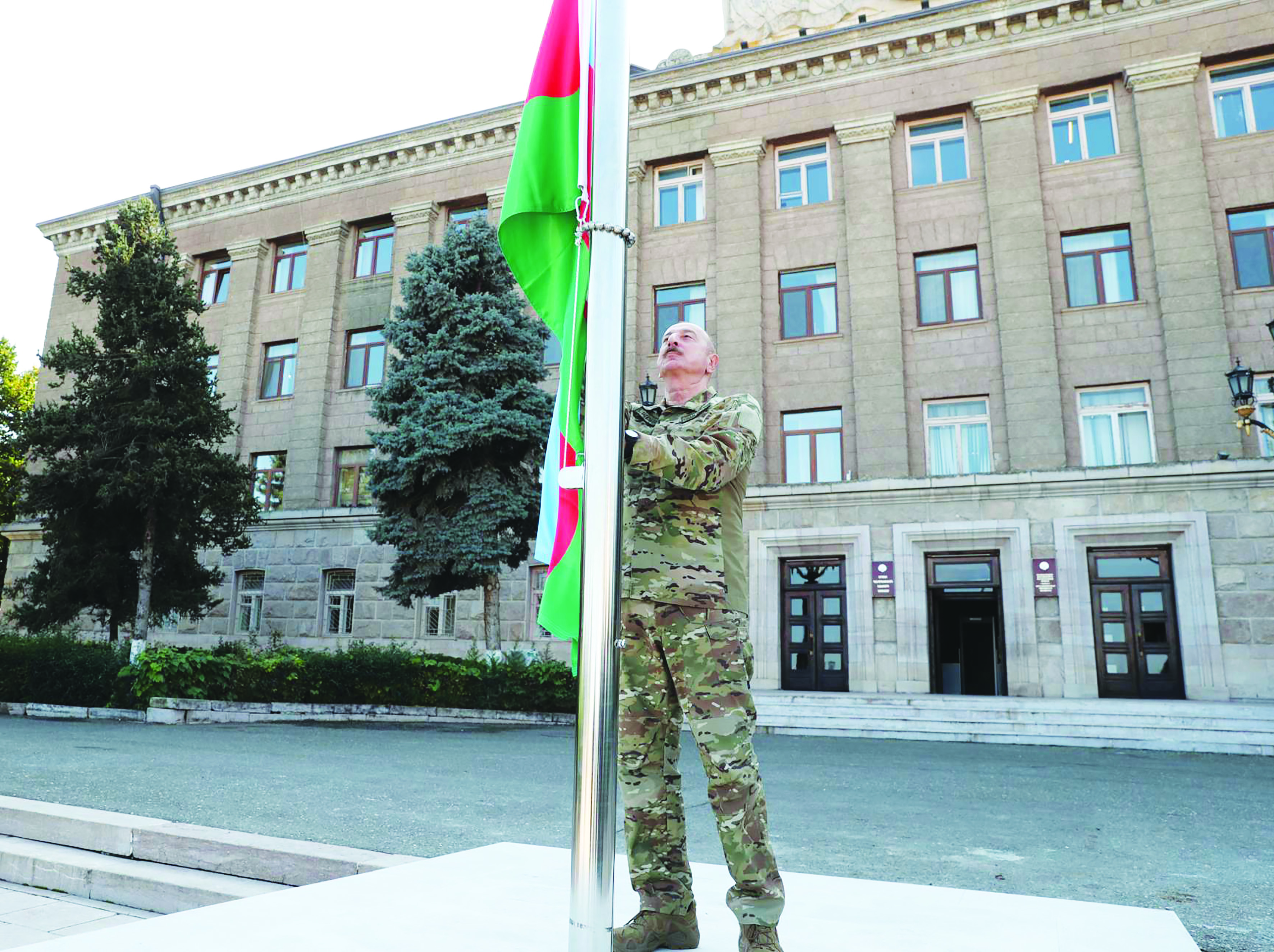
Президент Азербайджана Ильхам Алиев поднимает флаг Азербайджана на центральной площади города, 15 октября 2023 года

1 октября 2023 года члены миссии ООН в ходе однодневной миссии посетили Карабах, в том числе и Степанакерт. Члены миссии заявили, что в тех частях города, которые посетила команда, они не видели нанесение ущерба гражданской общественной инфраструктуре, включая больницы, школы и жилые дома, а также культурной и религиозной инфраструктуре. Также миссия отметила, что ознакомилась с тем, как правительство Азербайджанской Республики готовится к возобновлению предоставления медицинских и некоторых коммунальных услуг в городе.
В начале октября азербайджанские власти наладили в городе деятельность полиции, скорой помощи и пожарных. Также в Ханкенди начал функционировать стационарный офис Государственной миграционной службы Азербайджана, начавший регистрацию местных жителей для дальнейшего получения гражданства Азербайджана.
15 октября 2023 года город посетил президент Азербайджана Ильхам Алиев и поднял государственный флаг республики на центральной площади города. 8 ноября в городе был проведён военный парад по случаю третьей годовщины победы Азербайджана во второй Карабахской войне.

## Современный период

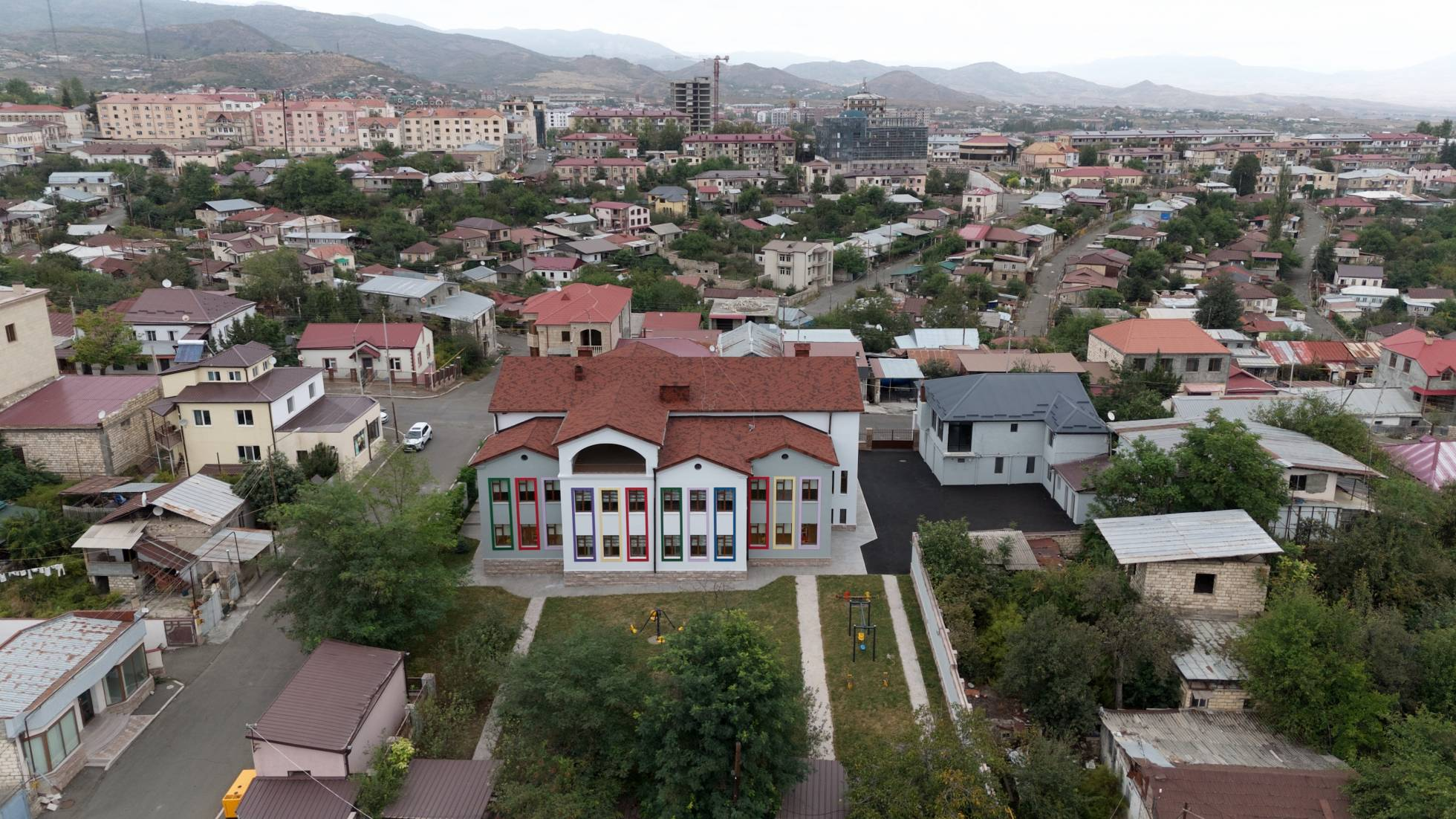
Ханкенди,
сентябрь 2024

18 сентября 2024 учреждён 20 сентября — День городов Ханкенди, Ходжалы, Ходжавенд и Агдере.
С 3 по 4 июля 2025 года в Ханкенди проведён 17-й саммит Организации экономического сотрудничества. В саммите приняли участие президенты Узбекистана Шавкат Мирзиёев, Ирана Масуд Пезешкиан, Кыргызстана Садыр Жапаров, Таджикистана Эмомали Рахмон, Турции Реджеп Тайип Эрдоган, премьер-министр Пакистана Мухаммад Шахбаз Шариф, премьер-министр Казахстана Олжас Бектенов, министр иностранных дел Туркменистана Рашид Мередов, министр бюджета и экономического планирования Нигерии Абубакар Атику Багуду, представители Афганистана.
В преддверие саммита на площади Победы прошла церемония открытия недавно построенного Конгресс-центра.

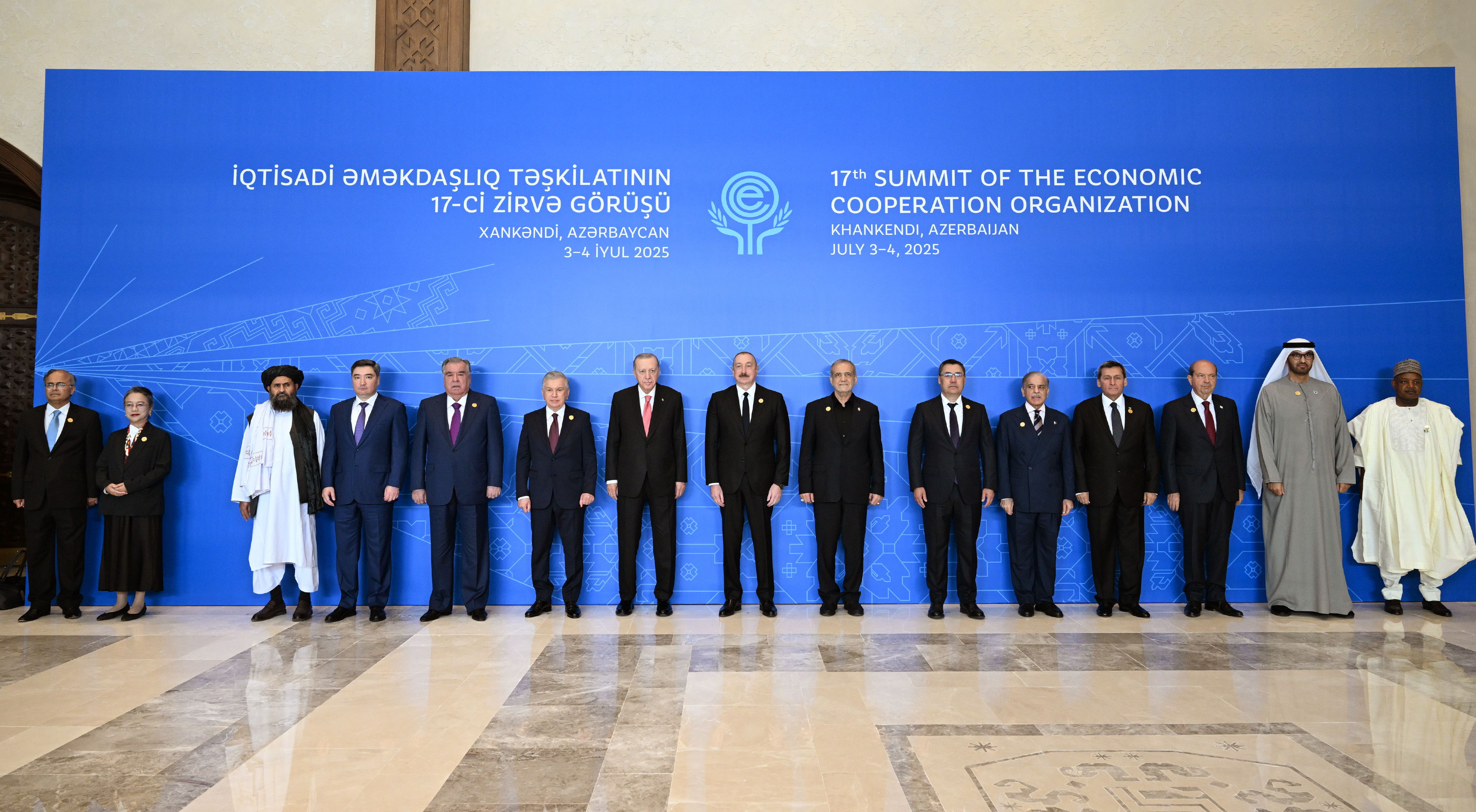
17-й саммит ОЭС
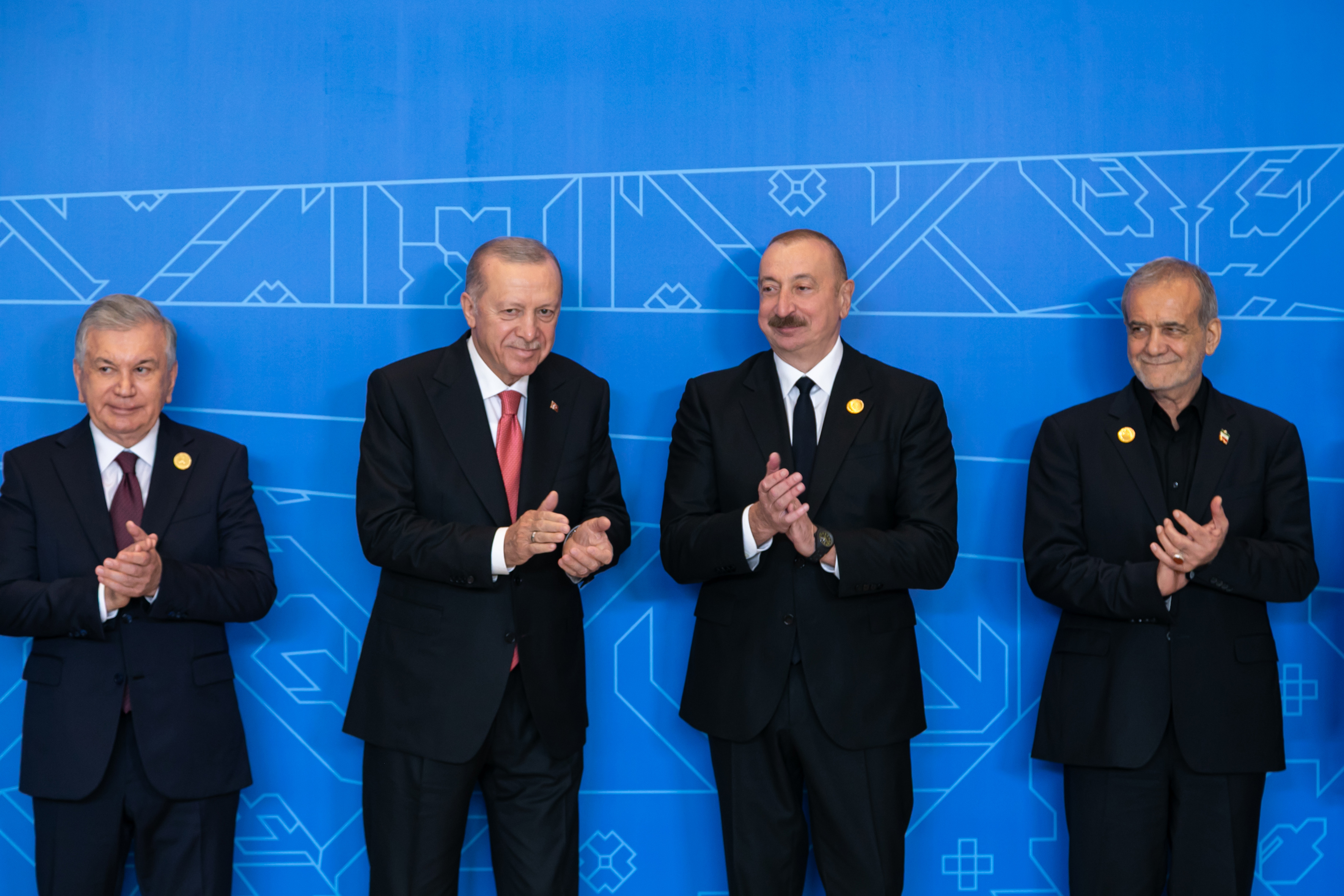
17-й саммит ОЭС
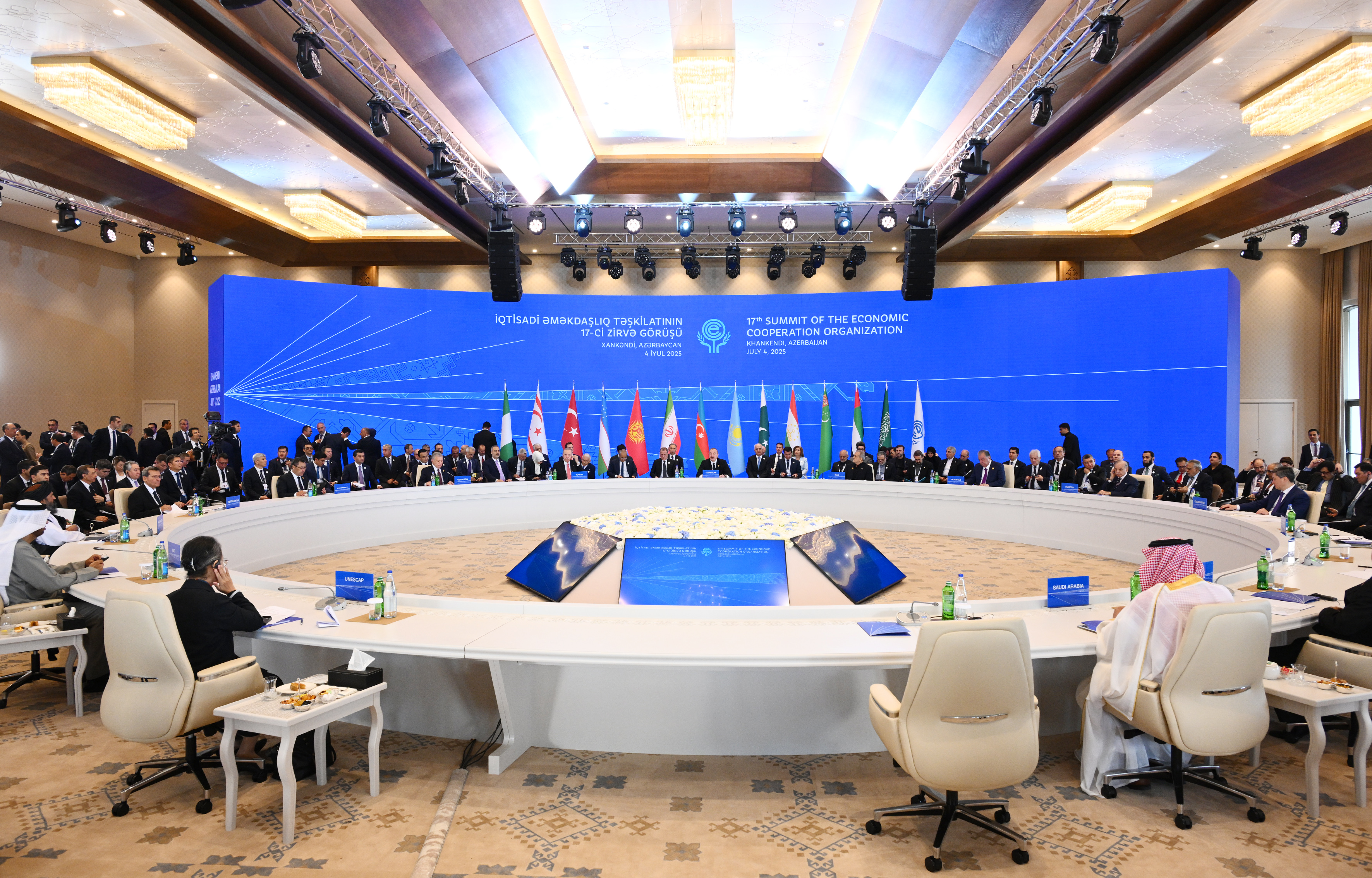
17-й саммит ОЭС
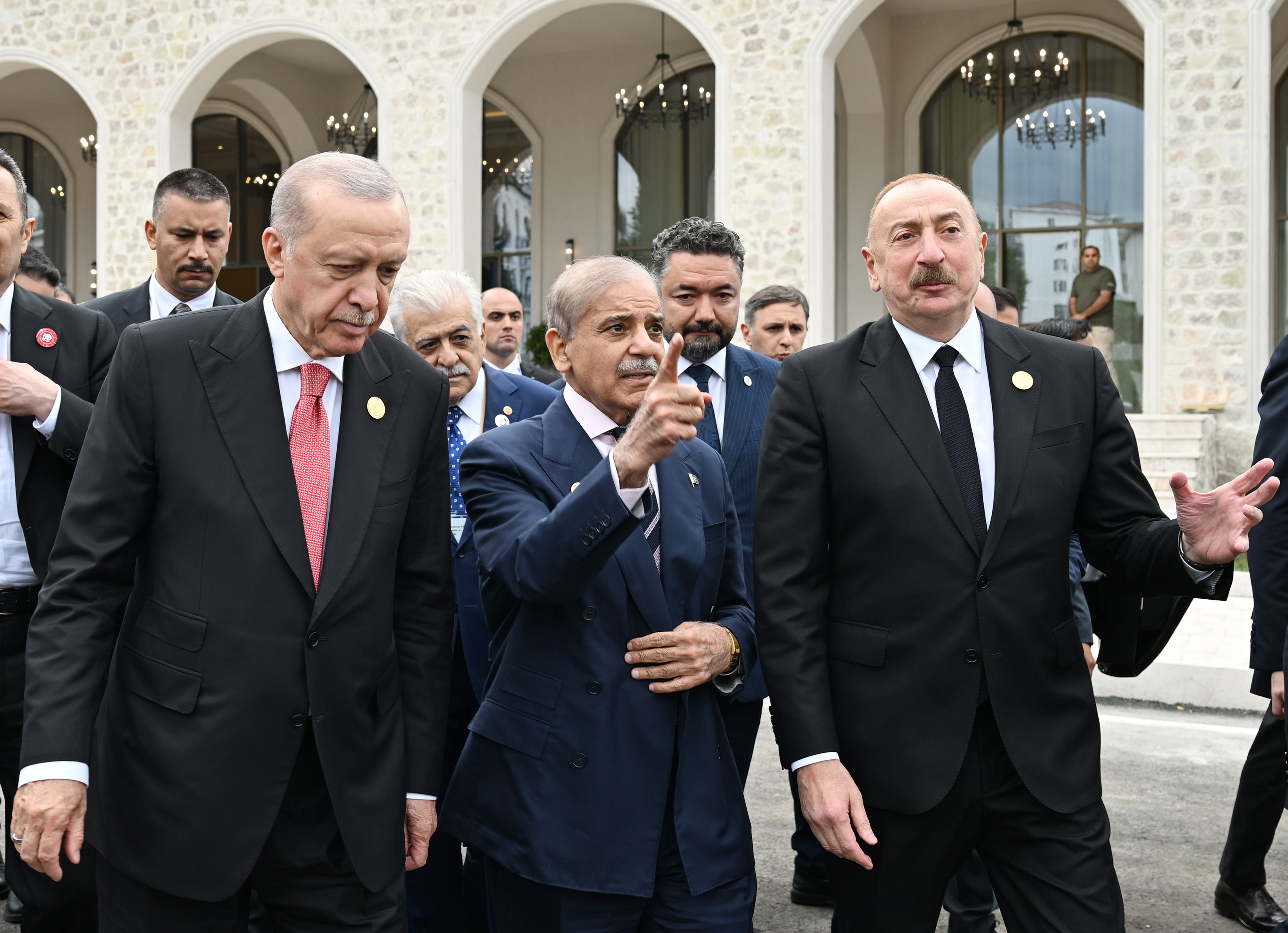
17-й саммит ОЭС

Планируется строительство канатной дороги из Ханкенди в Шушу. Протяжённость дороги составит 6 км. Высота в Ханкенди — 844 метра, в Шуше — 1317 метров. Предполагаемая продолжительность поездки — до 13 минут, скорость — 8 метров в секунду.

## Население

### Период Азербайджанской ССР
На момент образования НКАО, к июлю 1923 года в Степанакерте число жителей едва доходило до 300 человек. Перепись, проведённая через год, в декабре 1924 года зафиксировала в городе уже 2467 жителей. Согласно Всесоюзной переписи населения СССР 1989 года, в Степанакерте проживало 56 705 человек.

### После 1991 года
| В тыс. чел. | 2002 г. | 2003 г. | 2004 г. | 2005 г. | 2006 г. | 2007 г. | 2008 г. | 2009 г. | 2010 г. | 2011 г. | 2020 г. | 2021 г. |
| ----------- | ------- | ------- | ------- | ------- | ------- | ------- | ------- | ------- | ------- | ------- | ------- | ------- |
| Степанакерт | 49,7    | 49,8    | 49,9    | 50,0    | 50,4    | 51,0    | 51,6    | 52,3    | 53,0    | 53,4    | 58,3    | 75,0    |

После окончания боевых действий в сентябре 2023 года почти все жители города покинули его.

### Современный период
На июнь 2024 года в Ханкенди проживает более 3 тысяч человек, в основном работающих здесь сотрудников государственных учреждений. На декабрь 2024 года число жителей достигло 8000 человек.

### Этнический состав

#### В составе Российской империи
По описанию 1823 года новообразованная армянская деревня Хан-Кенды, в которой было 40 «дымов», среди которых лишь 3 «дыма» были старожилов.
К концу XIX века население Ханкенди, которое образовалось из отставных солдат и их потомков, состояло из русских православного вероисповедания. В 1886 году в поселении имелось 52 дома. Население занималось сельским хозяйством, а также различными ремёслами, извозом, сдачей квартир военным.
По данным Закавказского статистического комитета, извлечённых из посемейных списков на 1886 год, по Ханкенды отмечен 71 дым и 279 жителей, из которых 276 русских, 2 армянина и 1 азербайджанец, являющиеся по религии православными, армяно-григорианами и мусульманином-суннитом.
По сведениям полиции за 1908 год население Ханкенды состояло только из русских, которые составляли 282 человека населения.
Согласно «Кавказскому календарю» на 1910 год в селении Ханкенды Шушинского уезда Елисаветпольской губернии за 1908 год проживало 362 человека, в основном русские.
Кавказский календарь на 1912 год фиксирует здесь уже 1076 человек, также в основном русских.
Следующий календарь на 1915 год отметил 1550 человек, в основном азербайджанцев, указанных как «татары».

#### В составе Азербайджанской ССР
По Азербайджанской сельскохозяйственной переписи 1921 года население Ханкенды (азерб. ﺧﺎﻥ ﻛﻨﺩﻯ) составляло 1208 человек, преимущественно армян.
В 1926 году численность населения Степанакерта составила 3200 человек (из них 85,4 % армяне и 10,8 % азербайджанцы).
Перепись Азербайджанской ССР 1931 года показала в городе 4911 жителей, из которых 4172 армянина, 493 азербайджанца и 220 русских.
По оценкам, к 1987 году, азербайджанцы составляли 12,8 % населения (6,8 тыс.) Степанакерта.
| Год переписи  | 1926          | 1939           | 1959             | 1970             | 1979             | 2005             |
| ------------- | ------------- | -------------- | ---------------- | ---------------- | ---------------- | ---------------- |
| армяне        | 2724 (85,4 %) | ↗9079 (86,8 %) | ↗17 640 (89,5 %) | ↗26 684 (88,1 %) | ↗33 898 (87,0 %) | ↗49 848 (99,7 %) |
| азербайджанцы | 343 (10,8 %)  | ↗672 (6,4 %)   | ↗1143 (5,8 %)    | ↗2762 (9,1 %)    | ↗4303 (11,0 %)   | ↘2 (<0,1 %)      |
| русские       | 59 (1,9 %)    | ↗563 (5,4 %)   | ↗698 (3,5 %)     | ↘607 (2,0 %)     | ↘549 (1,4 %)     | ↘76 (0,2 %)      |
| украинцы      | нет данных    | 85 (0,8 %)     | нет данных       | 99 (0,3 %)       | ↘82 (0,2 %)      | ↘10 (<0,1 %)     |
| другие        | 63 (2,0 %)    | 60 (0,6 %)     | 222 (1,1 %)      | 141 (0,5 %)      | 116 (0,3 %)      | 50 (0,1 %)       |
| всего         | 3189          | 10 459         | 19 703           | 30 293           | 38 948           | 49 986           |

## Климат
Климат города является субтропическим полусухим. Лето относительно жаркое, но сильная жара бывает редко, и она смягчается высотой населённого пункта. Максимум осадков приходится на весну и начало лета. Зима мягкая и сухая, но иногда возможны довольно сильные морозы. Самый тёплый месяц — июль, средняя температура которого составляет +24 °C. Самым холодным месяцем по средней температуре является январь, но наименьшие средние минимумы и максимумы приходятся на февраль. Однако большее время солнечного сияния делает февраль по общей средней температуре теплее января.
| Показатель                    | Янв. | Фев. | Март | Апр. | Май  | Июнь | Июль | Авг. | Сен. | Окт. | Нояб. | Дек. | Год  |
| ----------------------------- | ---- | ---- | ---- | ---- | ---- | ---- | ---- | ---- | ---- | ---- | ----- | ---- | ---- |
| Абсолютный максимум, °C       | 19   | 22   | 24   | 27   | 28   | 32   | 33   | 32   | 26   | 24   | 17    | 12   | 33   |
| Средний суточный максимум, °C | 6,7  | 6,6  | 11,2 | 17,5 | 24   | 25,8 | 28   | 27,7 | 25,3 | 12,7 | 11,4  | 9,1  | 17,3 |
| Средняя температура, °C       | 2    | 2,4  | 5,7  | 11,5 | 16,5 | 20,8 | 24   | 23,7 | 19,3 | 14,4 | 7,7   | 4,4  | 12,6 |
| Средний суточный минимум, °C  | 0    | −1,1 | 3,7  | 9,5  | 14,5 | 18,8 | 20   | 19   | 16,3 | 12,4 | 5,7   | 2,1  | 7,6  |
| Абсолютный минимум, °C        | −20  | −18  | −10  | 0    | 10   | 14   | 14   | 16   | 13   | −1   | −5    | −13  | −20  |
| Норма осадков, мм             | 19   | 25   | 42   | 49   | 102  | 79   | 41   | 27   | 34   | 39   | 35    | 13   | 505  |
| Источник: World Climate       |      |      |      |      |      |      |      |      |      |      |       |      |      |

## Органы власти

### В период непризнанной НКР
На выборах мэра Степанакерта 2004 года во втором туре выборов победил Эдуард Агабекян.
На выборах мэра в октябре 2007 года был избран Вазген Микаелян.
18 сентября 2011 года мэром был избран Сурен Григорян. На выборах также были избраны 15 членов Совета Старейшин города Степанакерт.

В сентябре 2019 года новым мэром Степанакерта был избран Давид Саргсян.

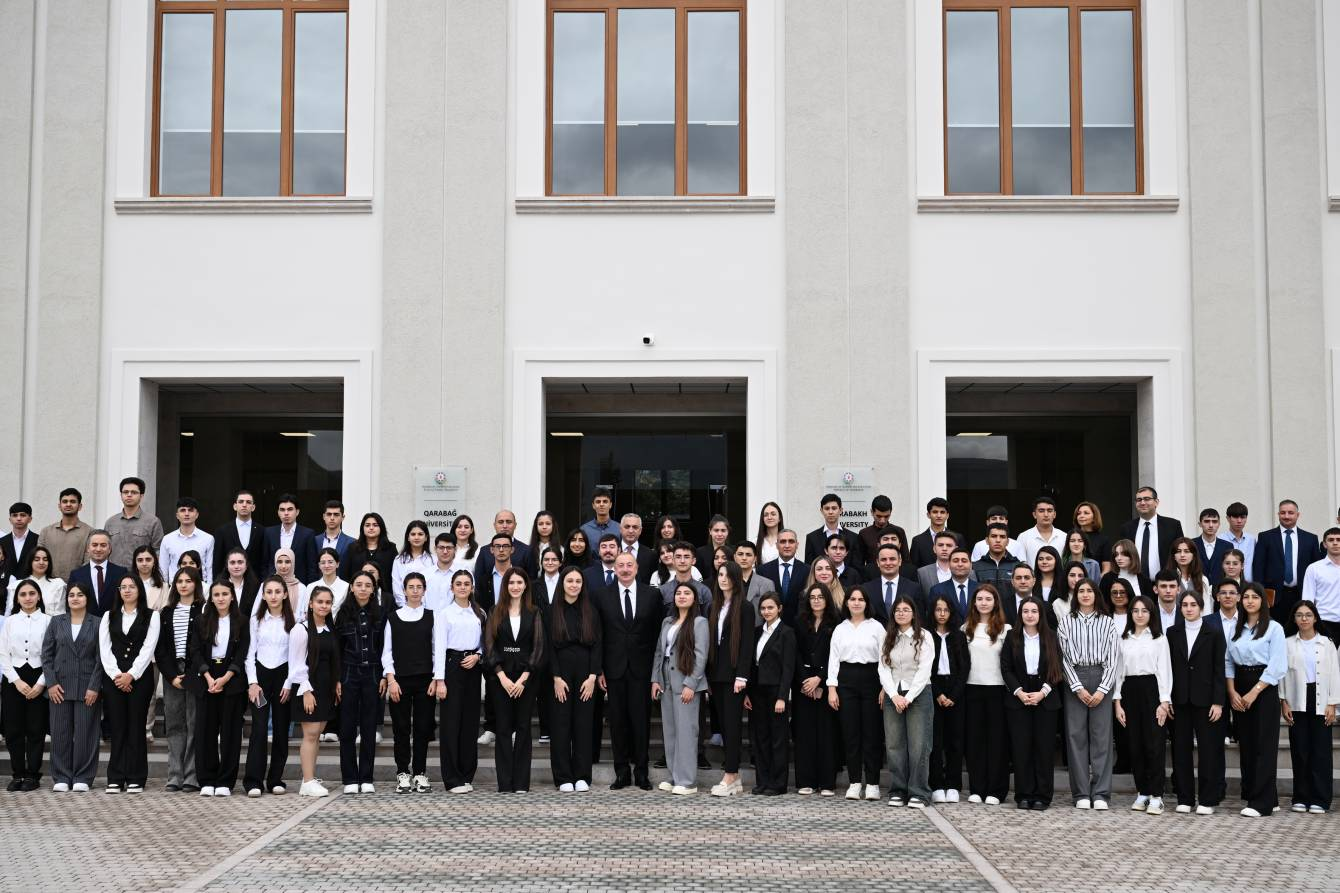
Первый набор Карабахского университета

В городе были расположены все законодательные, исполнительные и судебные органы власти непризнанной республики. Резиденции правительства, президента, Национального собрания НКР и банка «Арцахбанк» (Центробанк) были расположены в центре города на площади, которая ныне называется площадью Победы.

### После восстановления азербайджанской власти
15 октября 2023 года генерал-майор полиции Сардар Сафаров был назначен комендантом города Ханкенди.
7 марта 2024 года Эльчина Юсубов был назначен специальным представителем Президента Азербайджана в городе Ханкенди, Агдеринском и Ходжалинском районах.
30 марта 2024 года начальником Государственной дорожной полиции Ханкенди был назначен майор полиции Азер Алекперов.
4 мая 2024 года учреждена прокуратура города Ханкенди. 20 мая 2024 года прокурором города Ханкенди назначен Рашадат Оруджов.

9 октября 2024 года начальником Главного отдела паспортов, регистрации и миграции Ханкендинского городского отдела полиции назначен полковник-лейтенант Азер Гулиев.

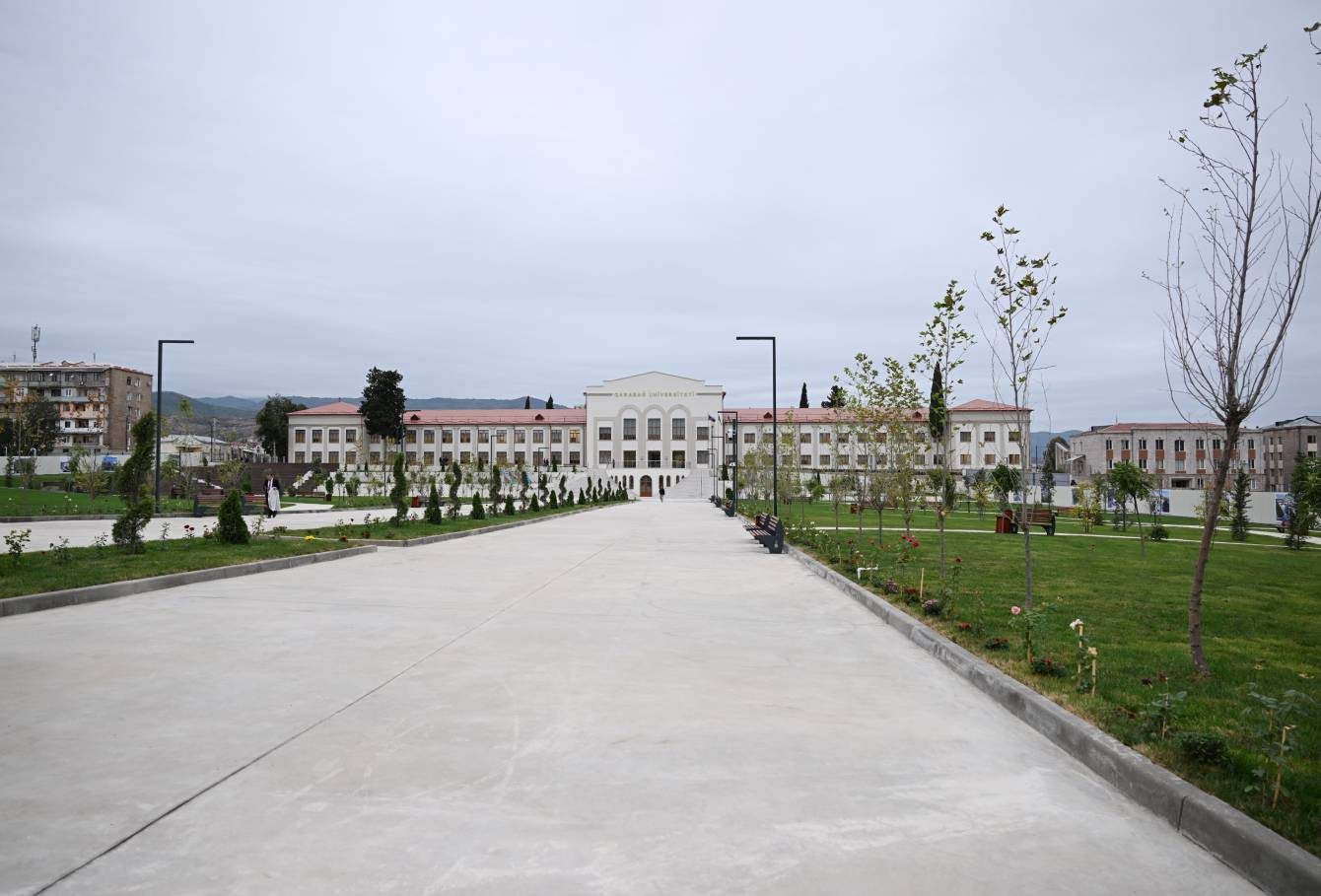
Карабахский университет 2024

## Экономика

### Швейная фабрика «Businesstex JV»
В ноябре 2024 года открыта швейная фабрика «Businesstex JV». Фабрика является азербайджано-узбекским совместным предприятием. Площадь фабрики составляет 1,2 гектар. 
На фабрике производится 150 видов мужской, 300 видов женской и 150 видов детской одежды.
На февраль 2025 года на фабрике произведено 50 000 спортивных футболок. В 2025 году планируется производство 924 000 футболок. На фабрике планируется производство тканей из хлопка. 
На июль 2025 года на фабрике производится 2500 единиц различных трикотажных изделий в день. Сырьё поставляется из Азербайджана, Узбекистана, Турции, Китая.
Планируемая мощность — от 3 до 5 миллионов трикотажных изделий в год. 

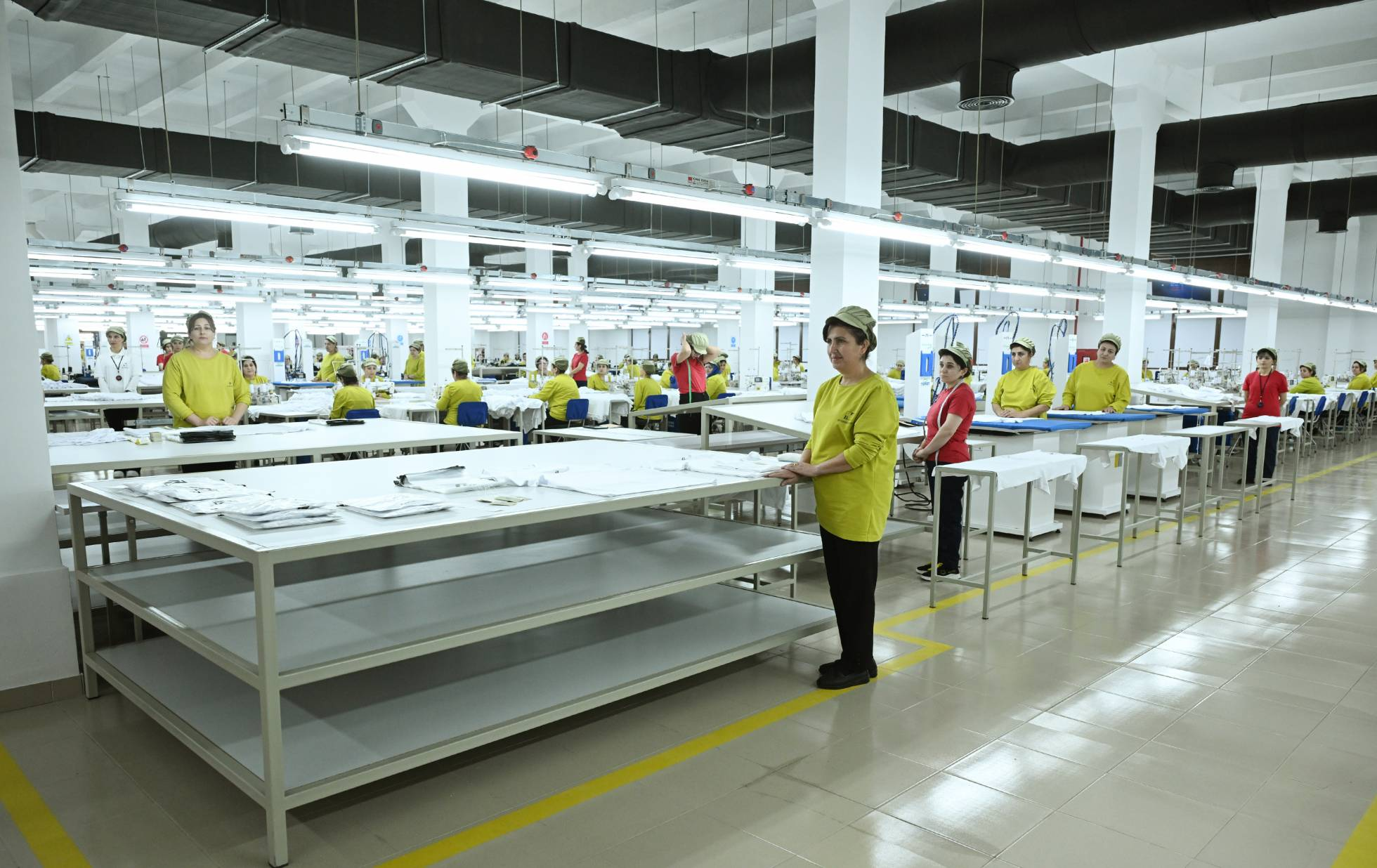
Февраль 2025
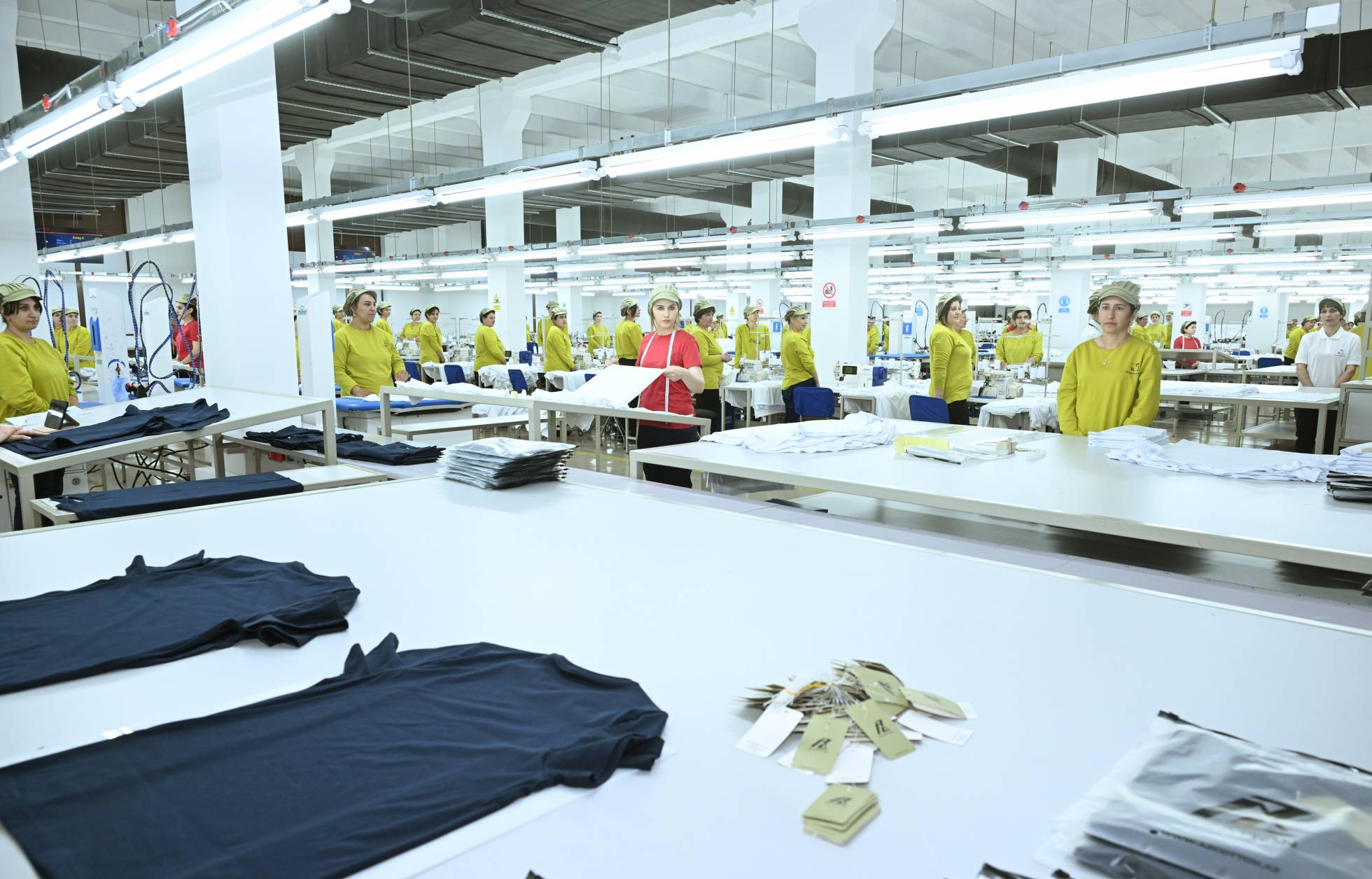
Февраль 2025
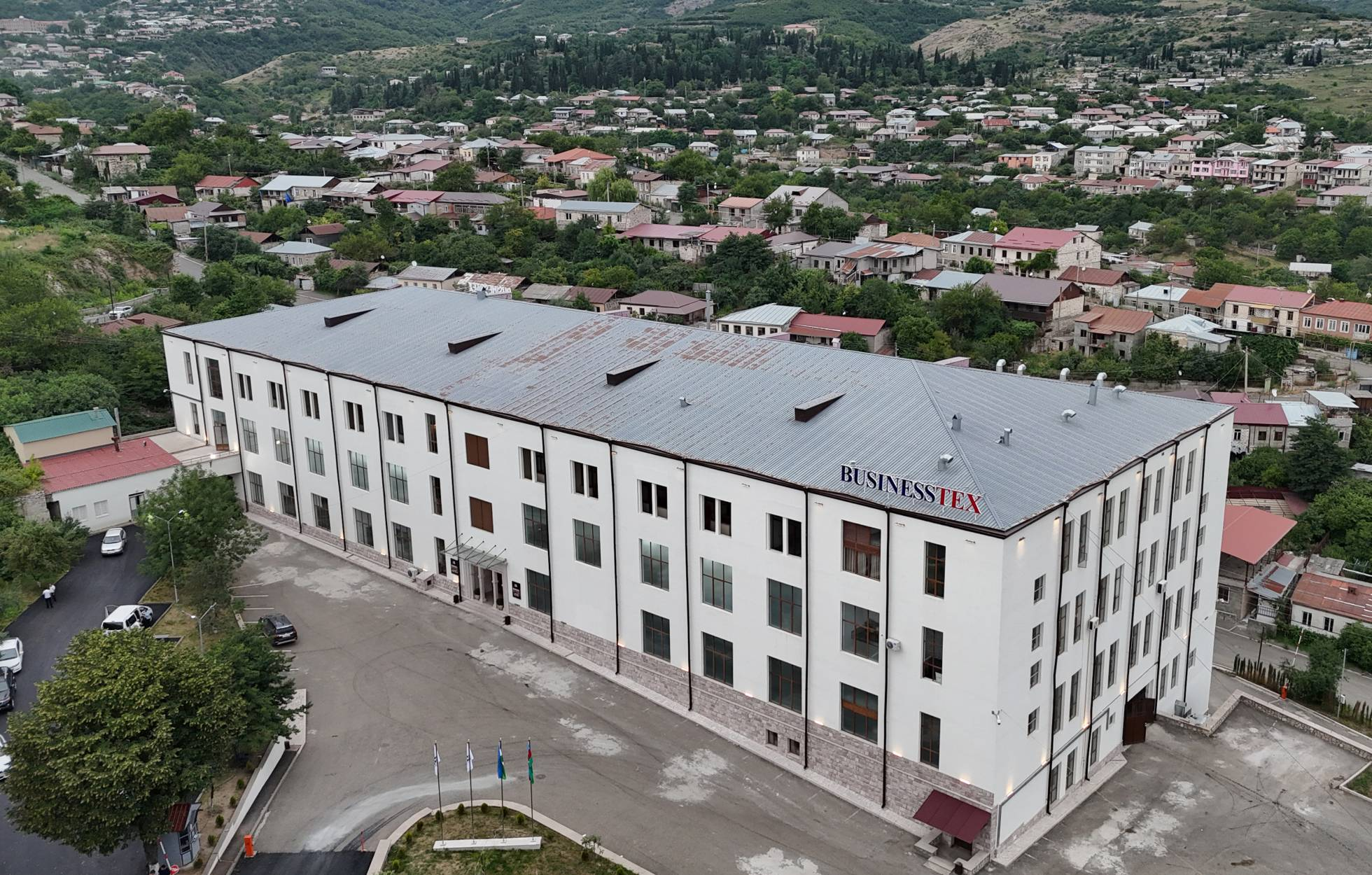
Июль 2025

## Образование
С 1992 по 2023 год действовал Арцахский государственный университет. В 2023 году, после расформирования НКР университет не переехал в Армению, а был ликвидирован.
28 ноября 2023 года был подписан указ о создании Карабахского университета. 6 февраля 2024 года университет был создан. Открытие университета состоялось 20 сентября 2024 года. Обучение студентов планируется начать с 2024/25 учебного года. Занятия начались 23 сентября 2024 года.
Действовала музыкальная школа им. Саята Новы.

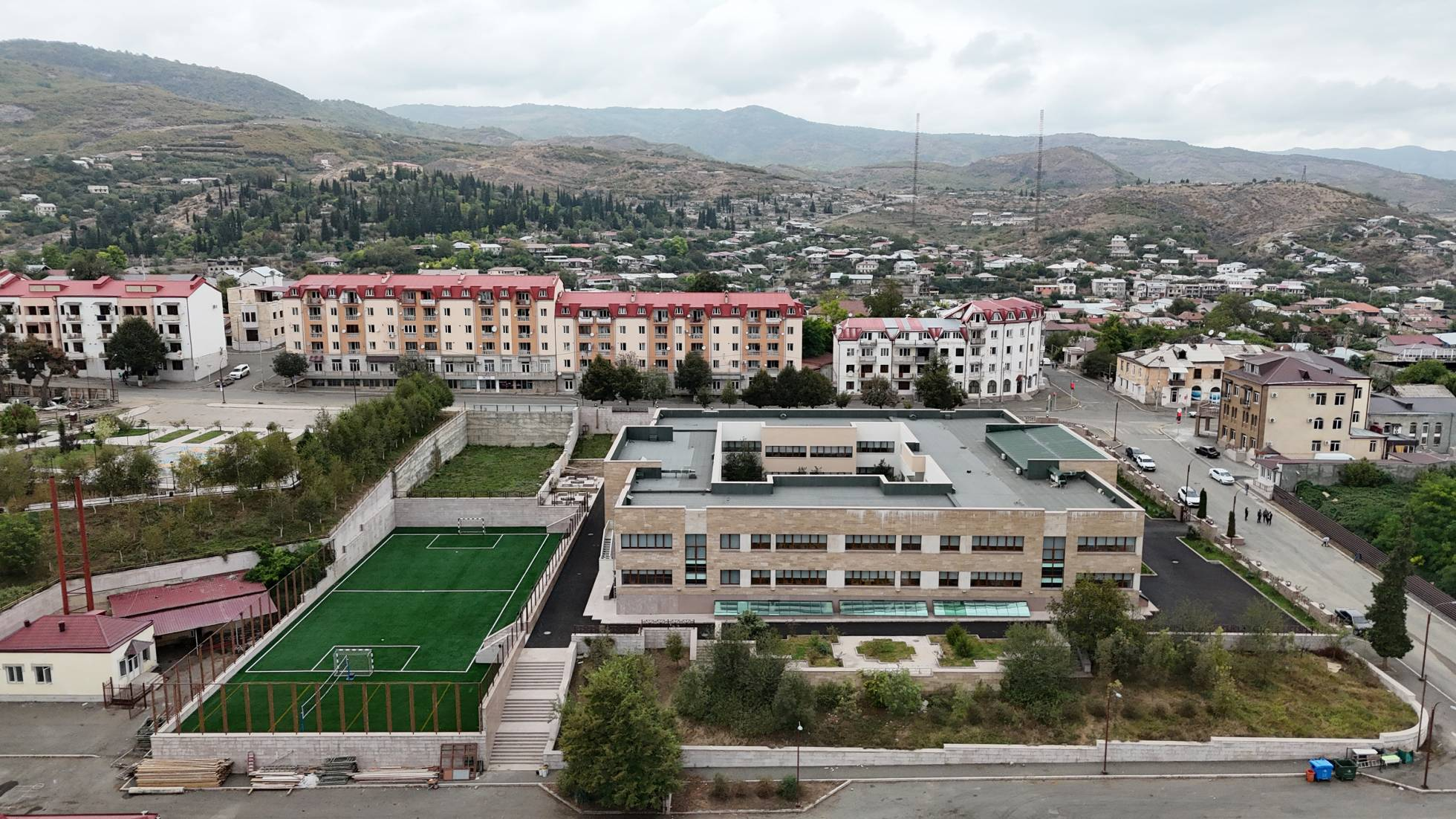
Школа №4 Сентябрь 2024

С 1945 года действует школа №4 на 624 ученических места. С мая по сентябрь 2024 года осуществлён капитальный ремонт школы.

## Транспорт

### Воздушное сообщение
В 10 километрах к северу от Ханкенди, в городе Ходжалы, расположен аэропорт, построенный в 1974 году и функционировавший до конца 1980-х годов.
В 2011 году властями НКР в аэропорту была проведена реконструкция, а 1 октября 2012 года аэропорт был официально сдан в эксплуатацию как «международный», хотя так и не принял ни одного рейса из-за запрета Азербайджана использовать воздушное пространство над Карабахом.

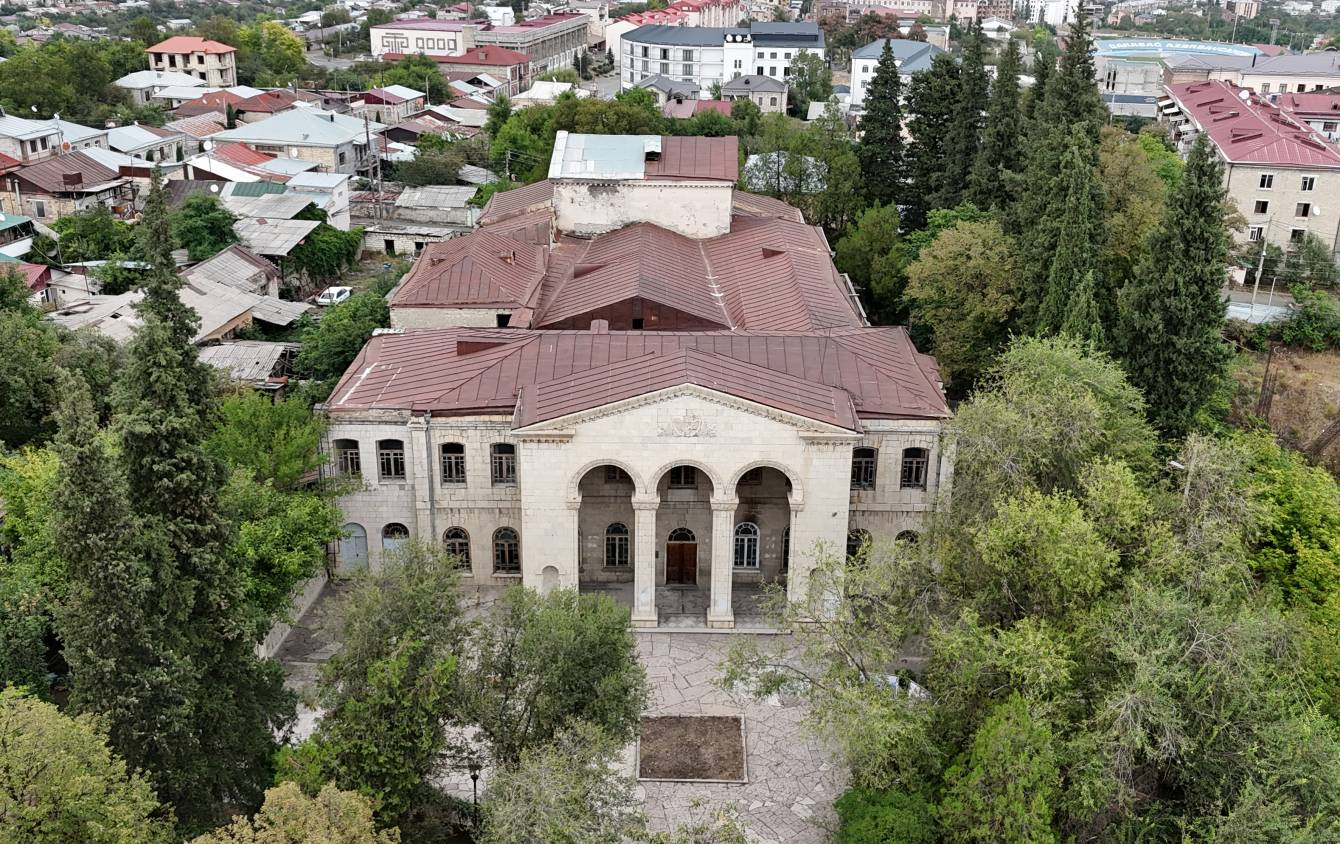
Ханкендинский государственный драматический театр Сентябрь 2024

### Железнодорожное сообщение
Начато восстановление железнодорожной ветки Агдам — Ханкенди. Протяжённость ветки составляет 28 км. Линия является продолжением линии Барда — Агдам. Работы продолжатся до 2026 года.
3 июля 2025 года начато строительство Ханкендинского железнодорожного и автовокзального комплекса площадью 6,4 гектар. Комплекс будет включать 2 железнодорожные платформы и 12 автобусных остановок. Здание комплекса составит 5 этажей. Железнодорожная часть рассчитана на 800—1000 пассажиров, автовокзал — 1000—1200 пассажиров в день.

## Инфраструктура
Генеральный план города разрабатывается компанией «Chapman Taylor».
Начато строительство музея Победы и культурного центра. 
5 июля 2024 года начато строительство Конгресс-центра. 3 июля 2025 года Конгресс-центр был открыт. Площадь центра — 6500 м2. В центре присутствует театральный зал. 
19 февраля 2025 года начато строительство Парка Победы. Площадь парка составит 8,3 гектар. В  центре парка ведётся строительство Триумфальной арки. На вершине арки будет сооружена смотровая площадка. На июль 2025 года в парке высажено более 300 деревьев и свыше 9 тысяч декоративных кустарников.

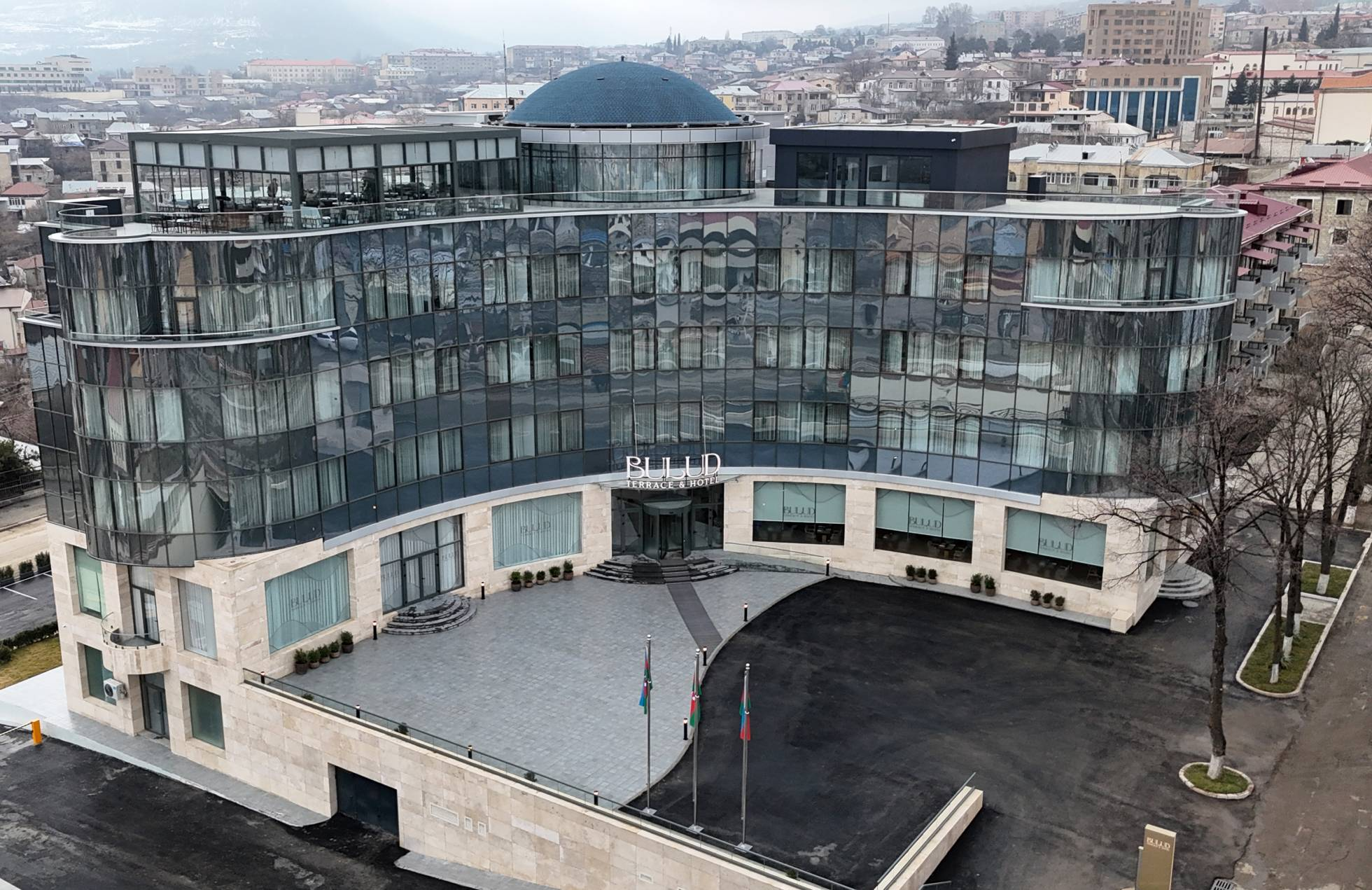
Отель Bulud Февраль 2025

19 февраля 2025 года после реконструкции открыт отель «Bulud». Отель состоит из 5 этажей общей площадью 5 325 м2. В отеле расположены 45 номеров на 91 человек.
3 июля 2025 года открыт бизнес-центр «Ханкенди». Центр состоит из 4 этажей. Общая площадь — более 4 500 м2.
На март 2025 года все районы города обеспечены телекоммуникационными услугами, включая интернет, телефонию, телевидение. 94 субъекта бизнеса и 1209 домохозяйств обеспечены высокоскоростным интернетом.

## Культура
В 1932 году открыт Ханкендинский государственный драматический театр. 2 августа 2001 года здание театра включено в список недвижимых памятников истории и культуры местного значения.

## Спорт
24 сентября 2024 года создан футбольный клуб «Ханкенди». Команда начнёт выступление с сезона 2024/25 в региональной лиге.
С 10 по 13 апреля 2025 года состоится ультрамарафон Габала — Ханкенди (192 км).

## Достопримечательности
- Монумент «Мы — наши горы», называемый в народе «Папик-Татик» (дедушка и бабушка). Находится на въезде в Степанакерт и является визитной карточкой города.
- Церковь Святого Иакова. Открытие церкви состоялось 6 мая 2007 года.

## Галерея

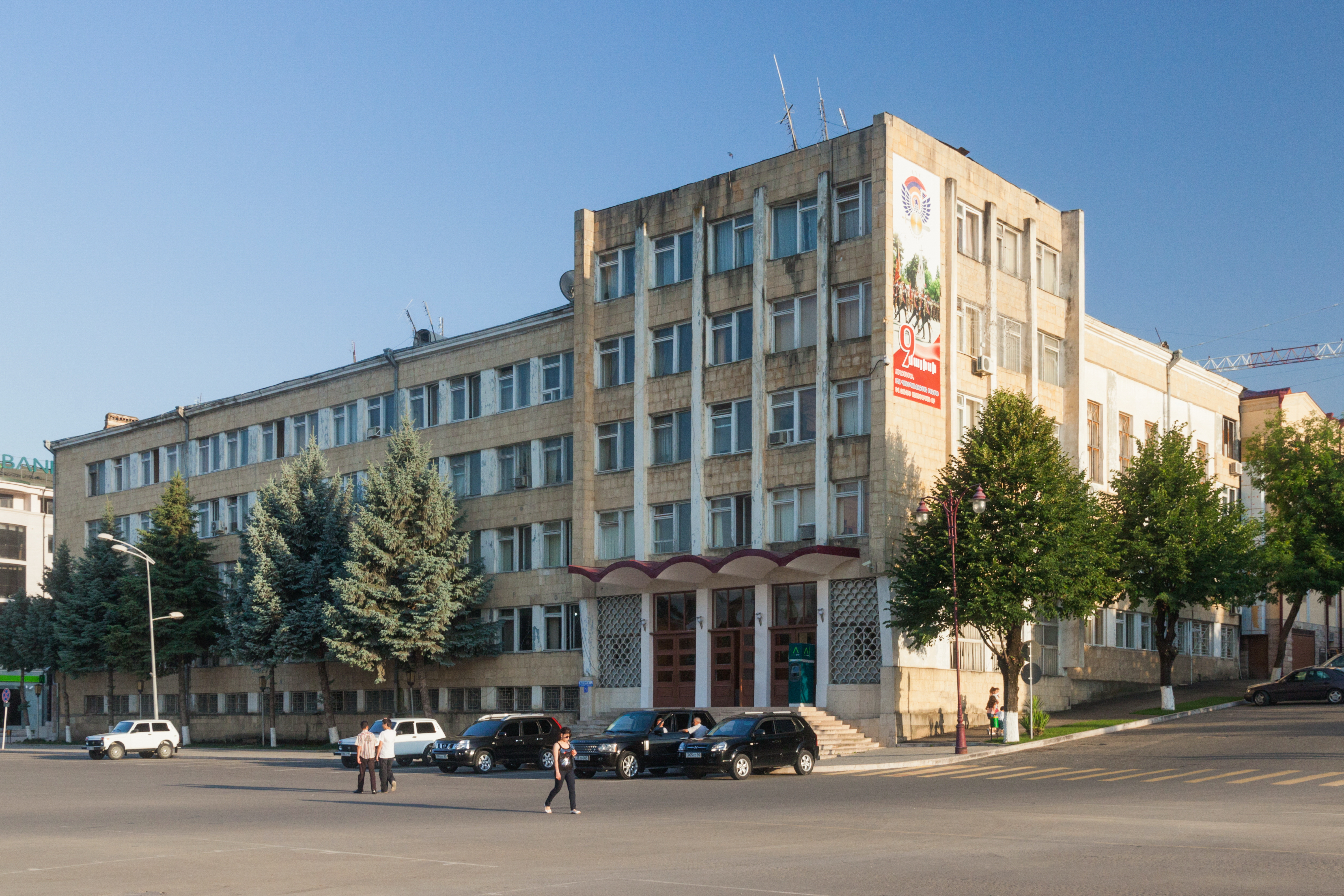
Бывшее здание областного исполкома
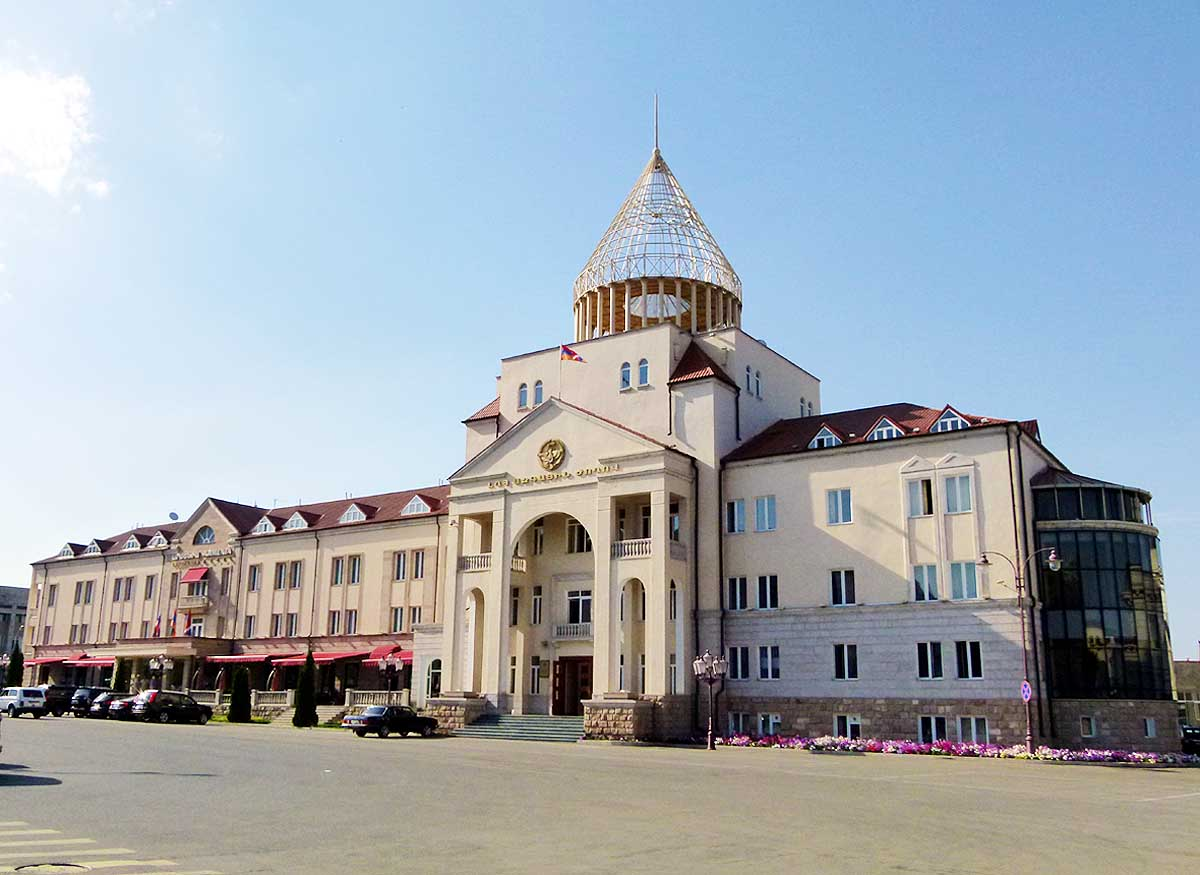
Здание Парламента НКР (снесено в 2024 году[117])
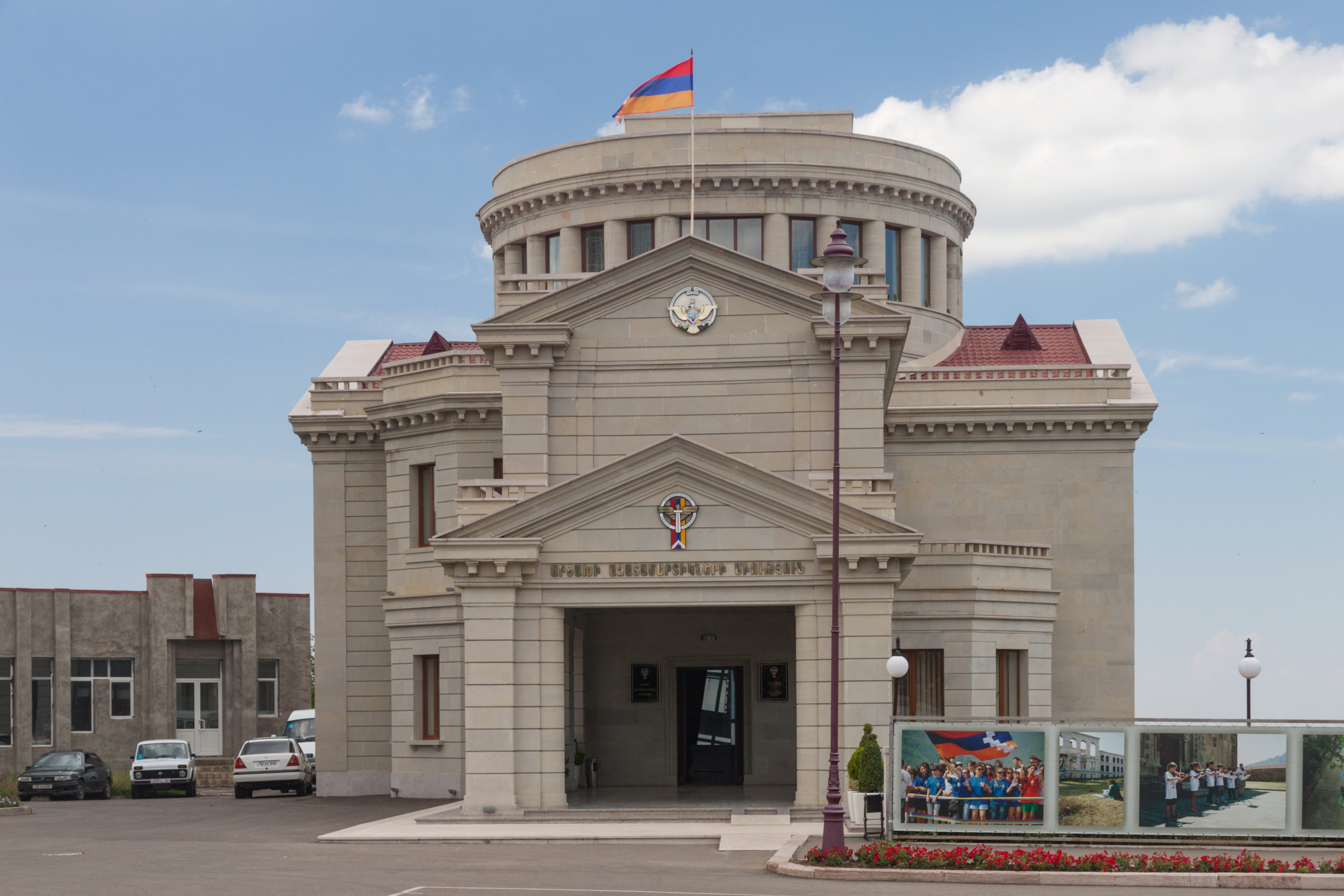
Здание «Союза борцов за свободу Арцаха» (снесено в 2024 году)
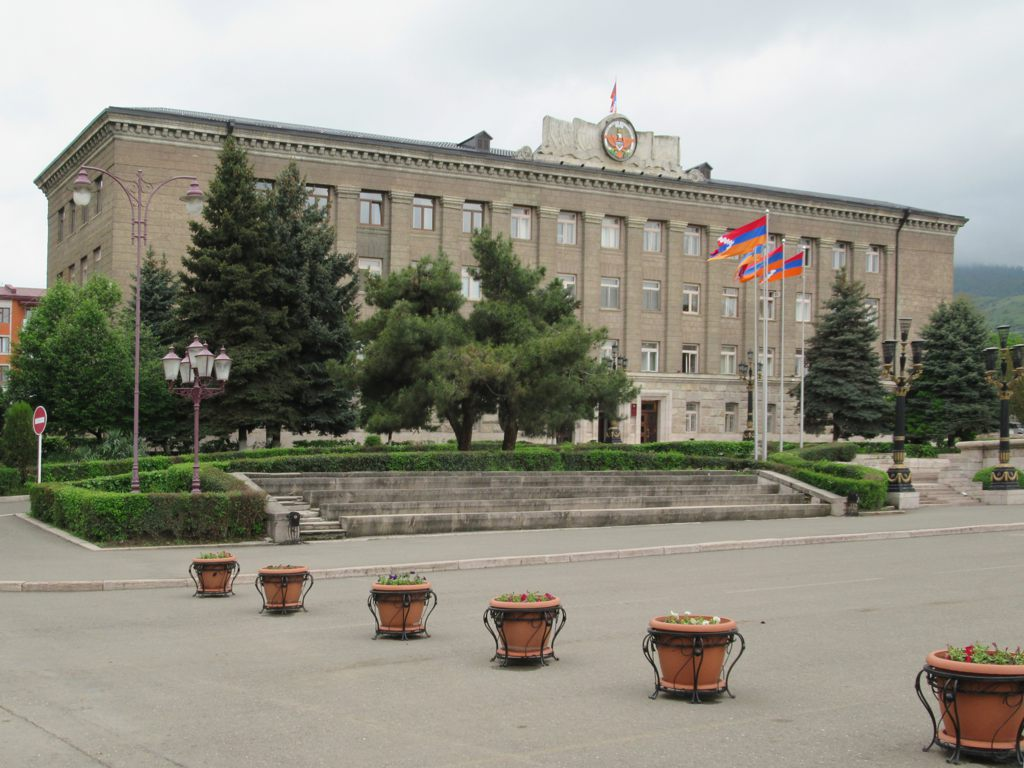
Бывшее здание областного партийного комитета
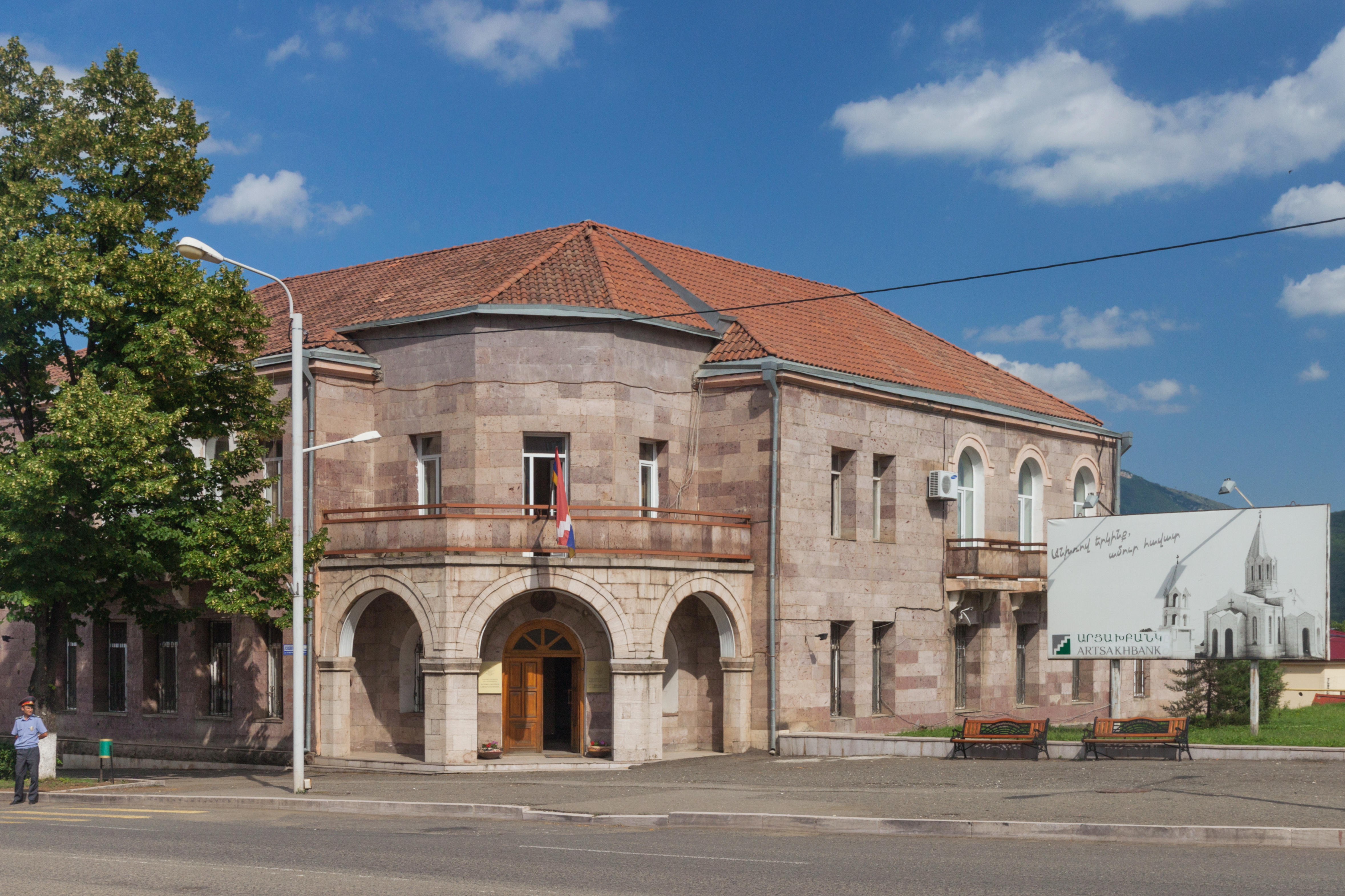
Бывшее здание МИД НКР
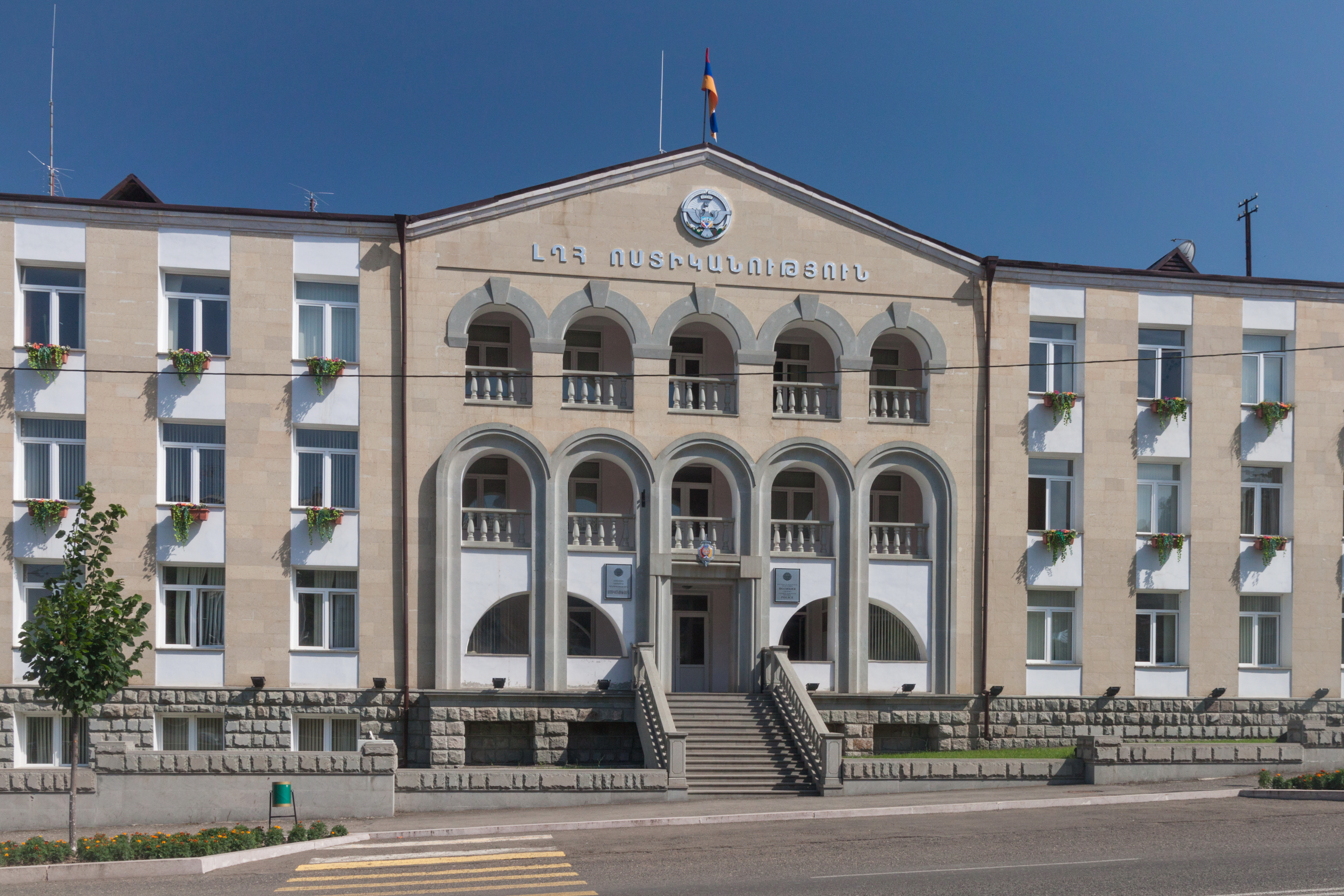
Здание полиции
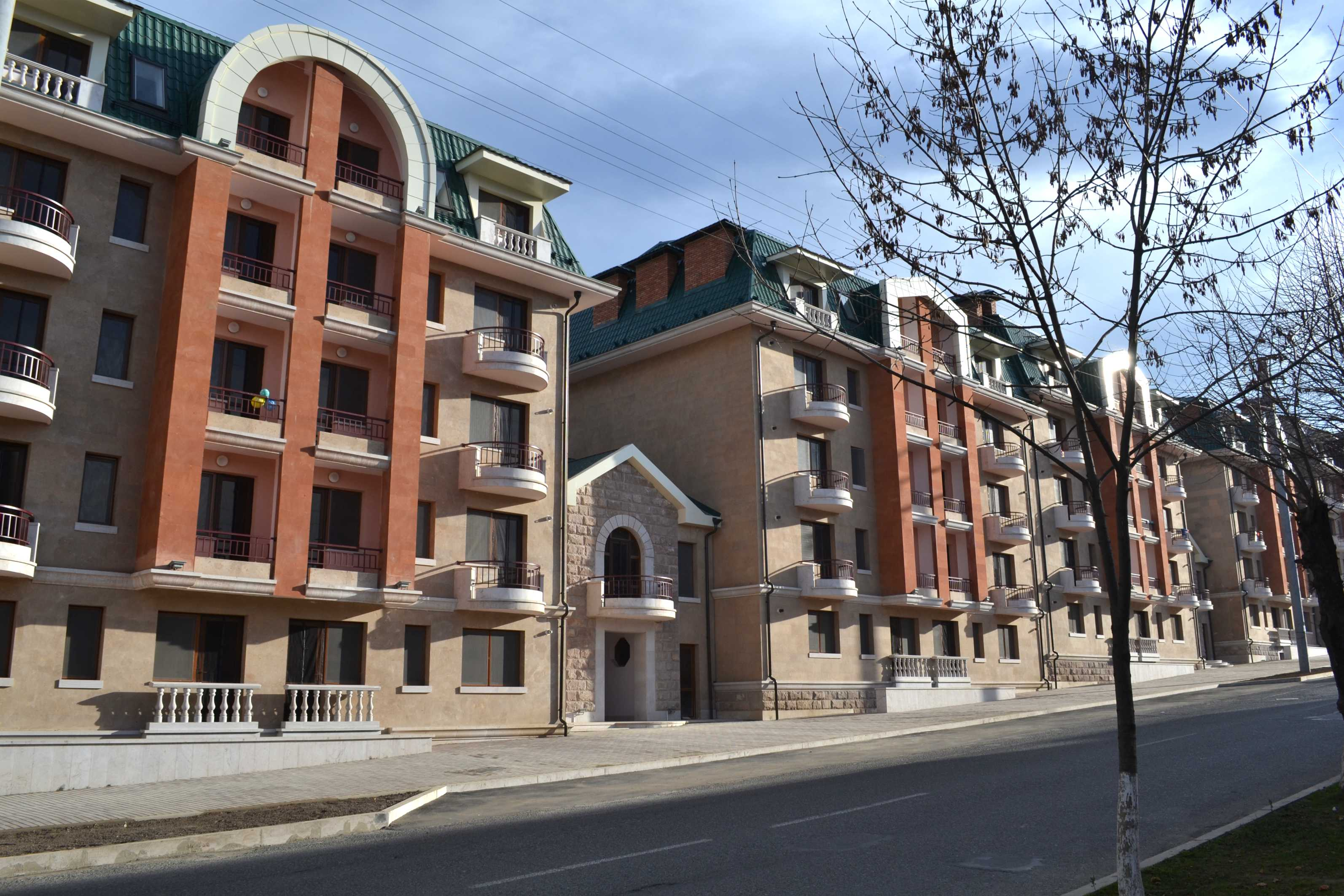
Жилой квартал
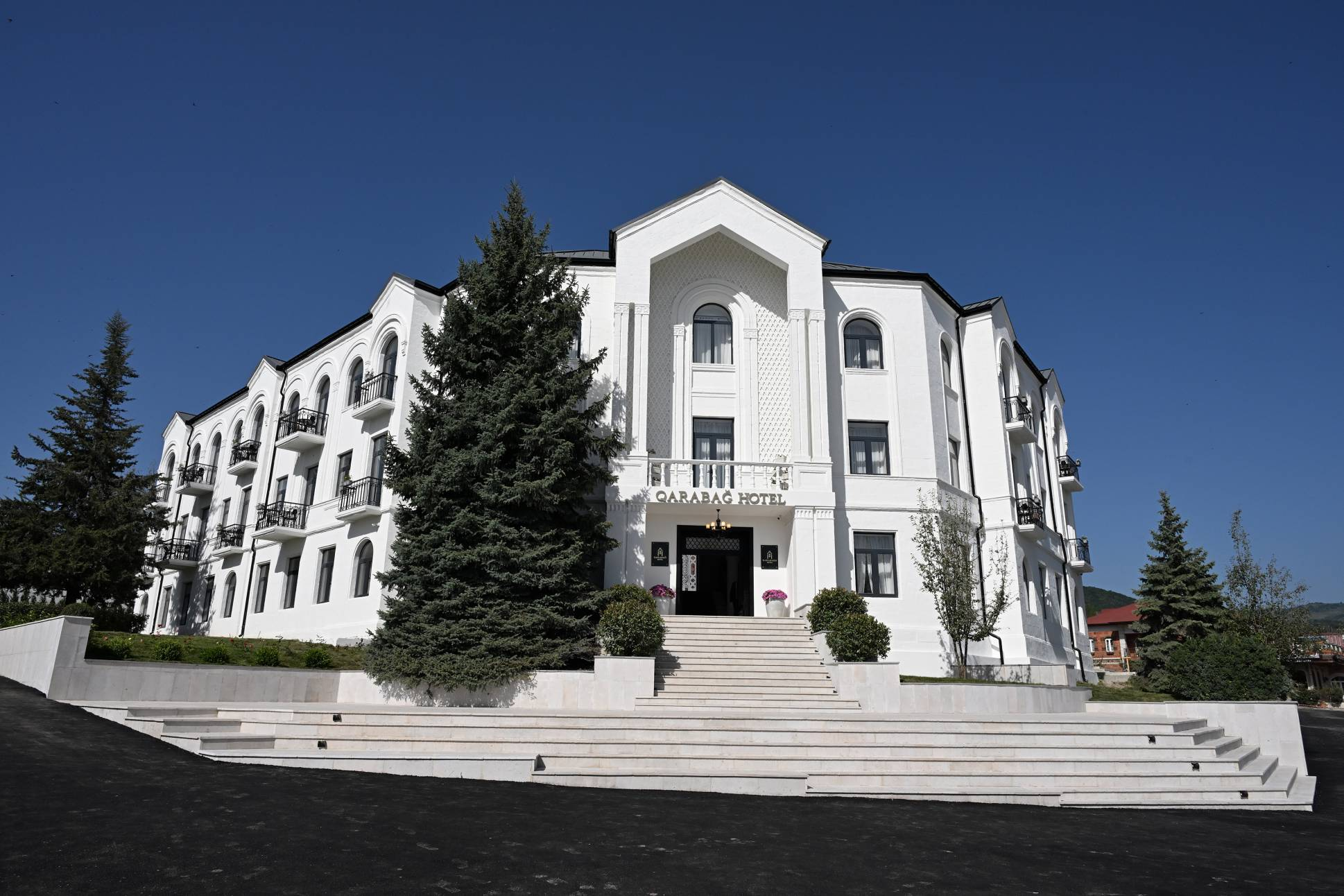
Гостиница «Карабах»
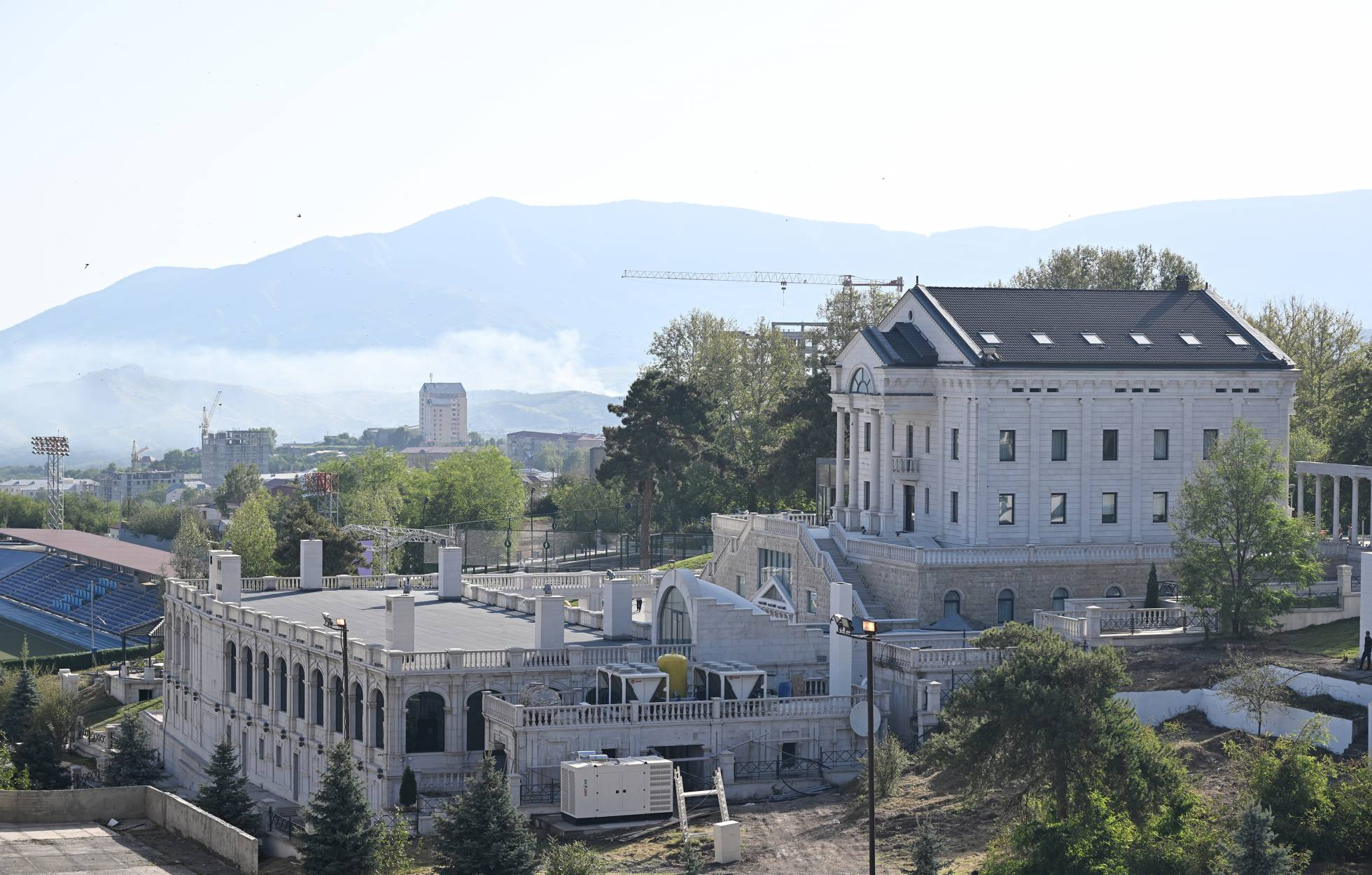
Гостиница «Palace»
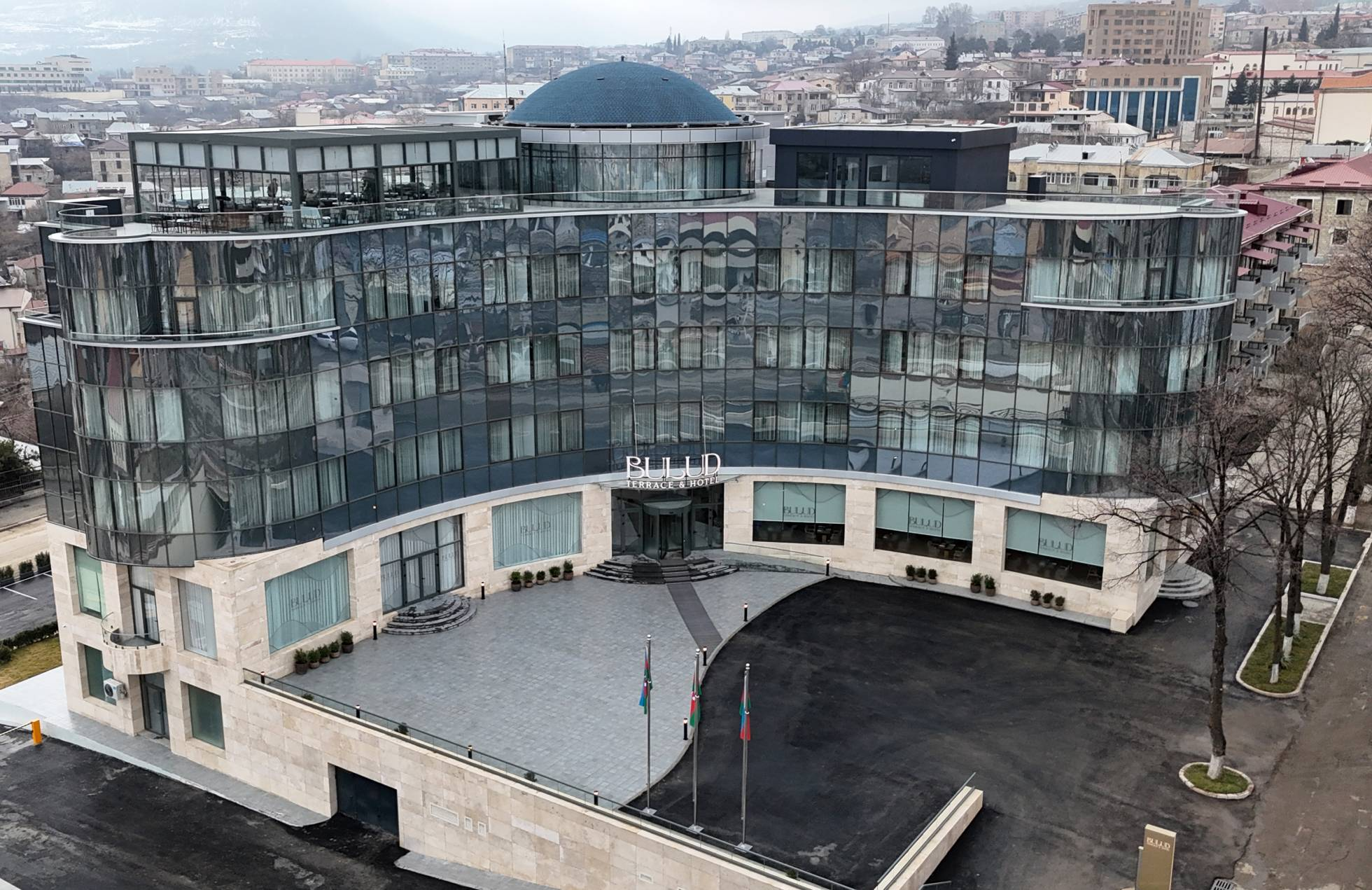
Отель Bulud Февраль 2025
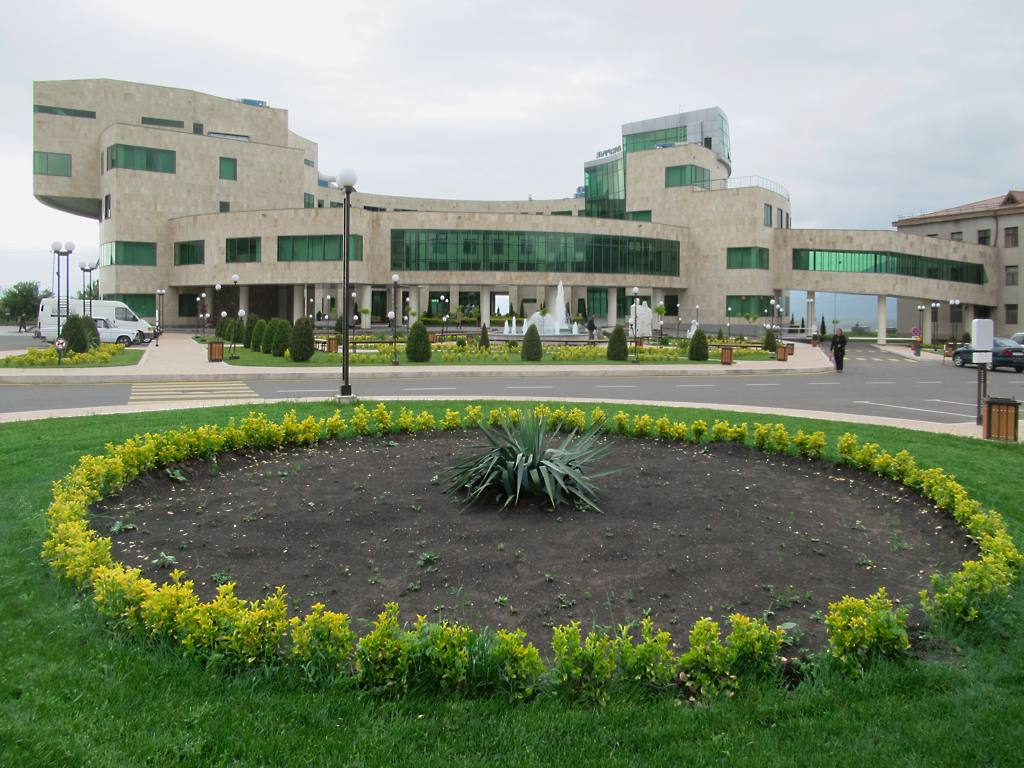
Республиканская больница
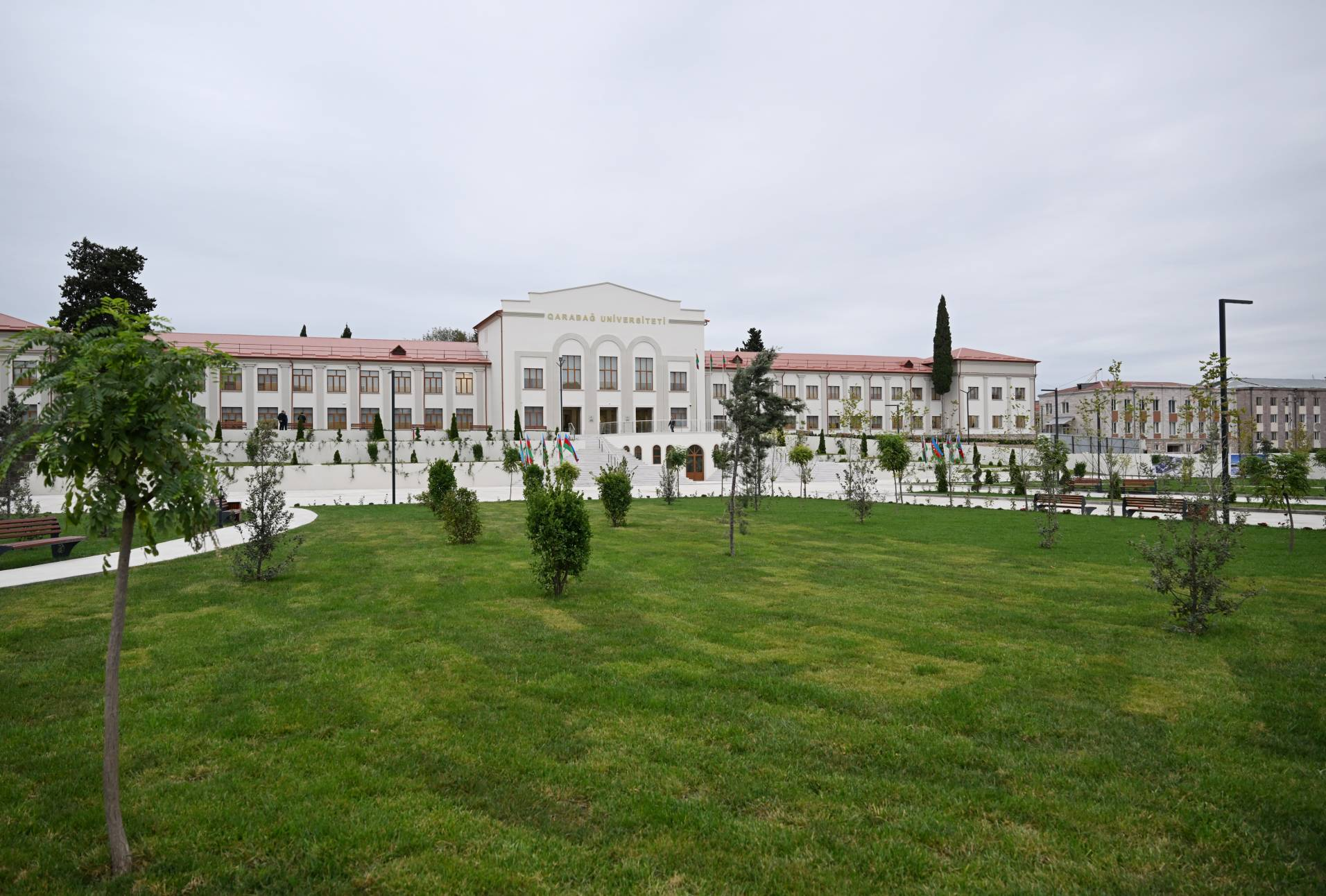
Здание Карабахского Университета
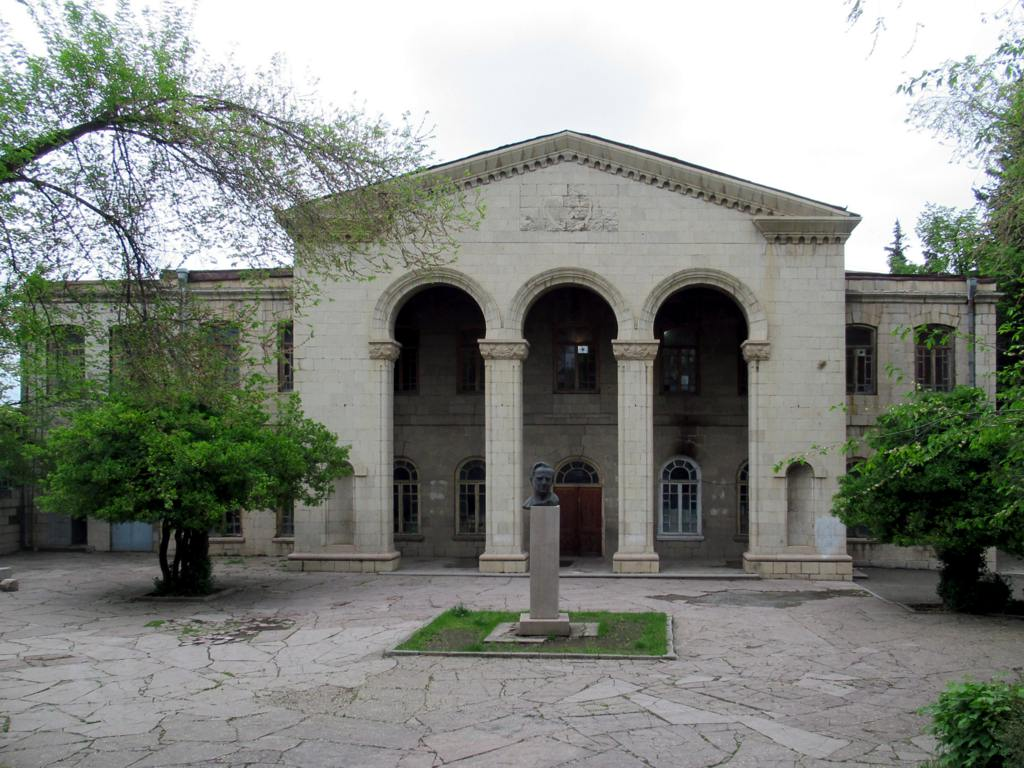
Степанакертский армянский драматический театр имени Ваграма Папазяна
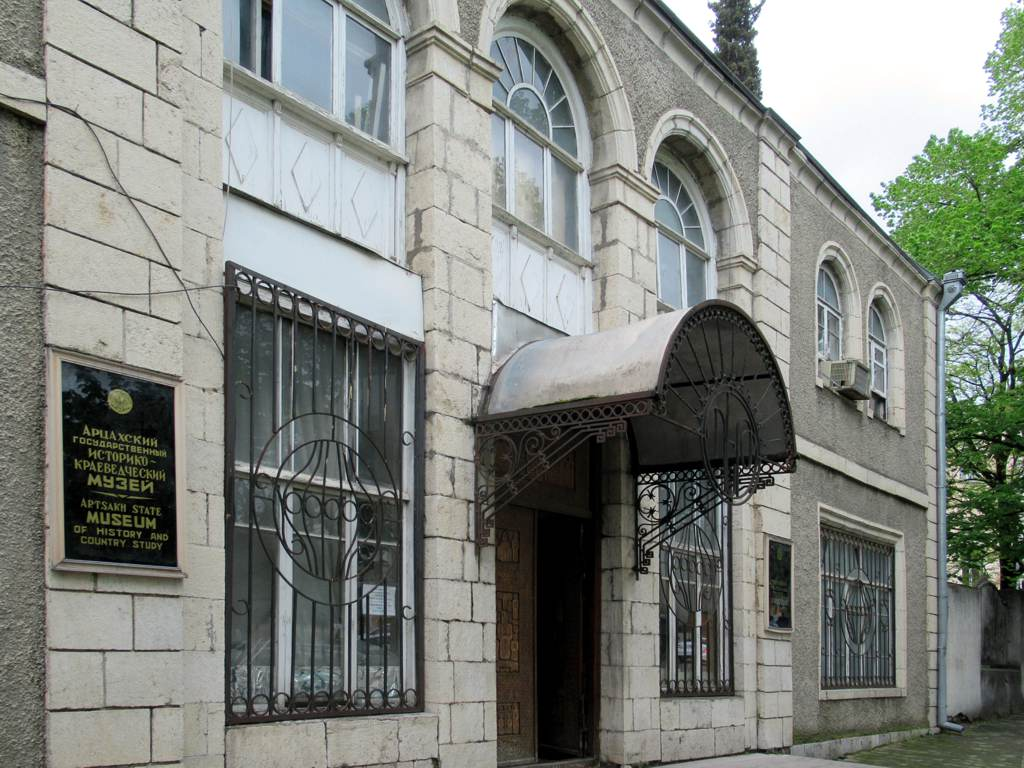
Государственный музей
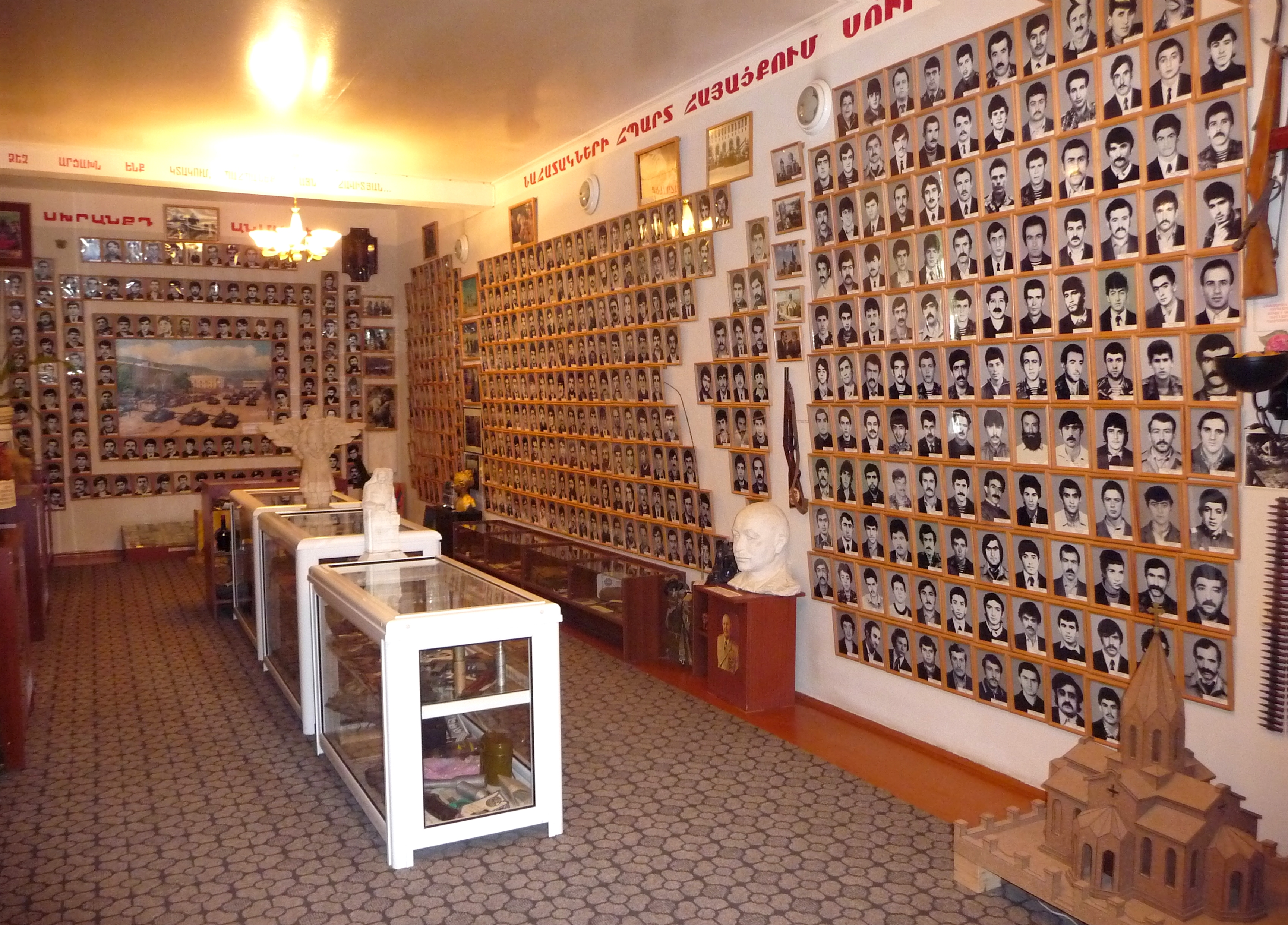
Музей павших солдат
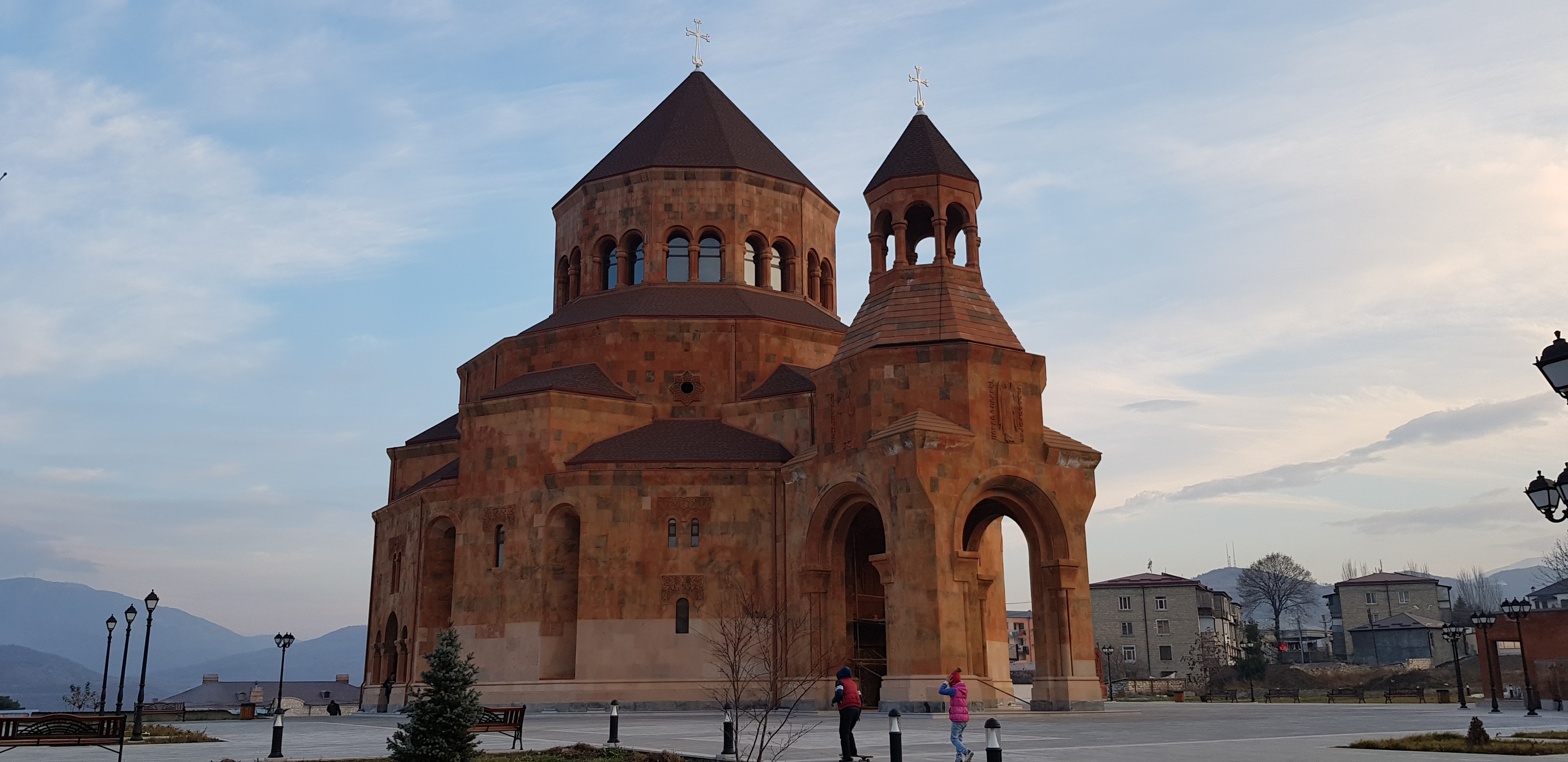
Собор Пресвятой Богородицы
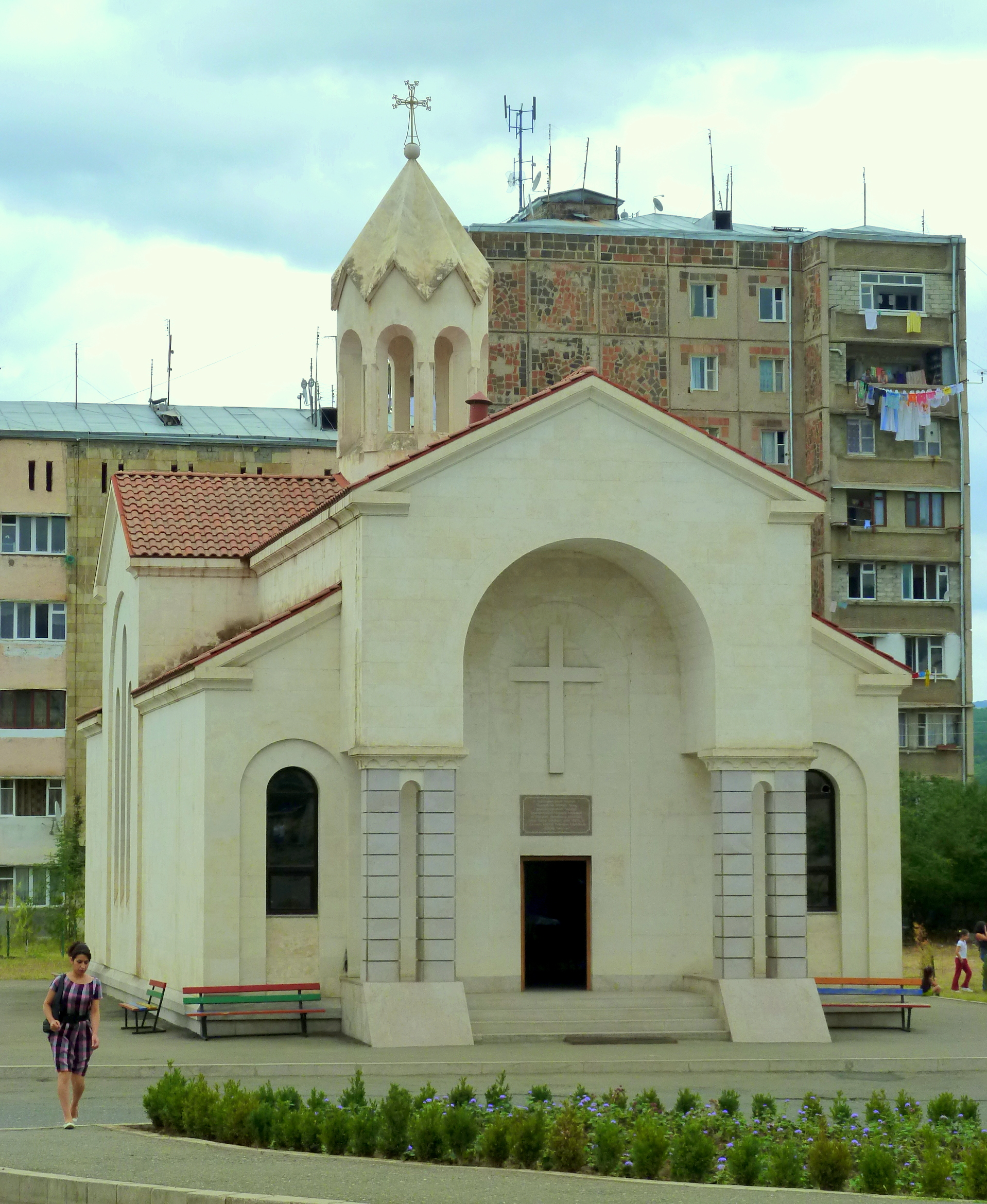
Церковь Сурб Акоп